# ティツィアーノ・ヴェチェッリオ

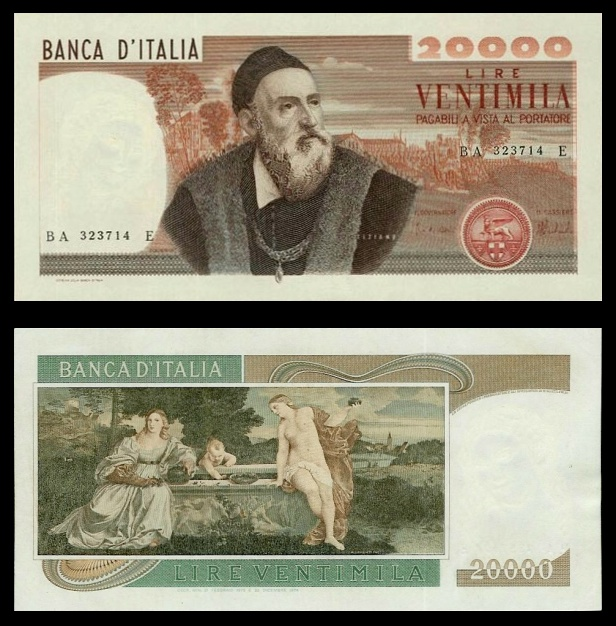
ティツィアーノ・ヴェチェッリオの肖像がデザインされている20000リラ紙幣

ティツィアーノ・ヴェチェッリオ（伊: Tiziano Vecellio、1490年頃 - 1576年8月27日）は、盛期ルネサンスのイタリア人画家。ヴェネツィア派で最も重要な画家の一人である。ヴェネツィア共和国ベッルーノ近郊のピエーヴェ・ディ・カドーレ出身で、生誕地の名を採って「ダ・カドーレ（da Cadore）」とも呼ばれた。一方、日本では、チシアンとも表記されていた。
ティツィアーノは同時代の人々からダンテ・アリギエーリの著作『神曲』からの引用である『星々を従える太陽』と呼ばれていた。肖像、風景、古代神話、宗教などあらゆる絵画分野に秀で、ヴェネツィア派でもっとも重要なイタリア人画家の一人となっている。ティツィアーノの絵画技法は筆使いと色彩感覚に特徴があり、イタリアルネサンスの芸術家だけではなく、次世代以降の西洋絵画にも大きな影響を与えた。
ティツィアーノは長命な画家で、その作風は年代とともに大きく変化しているが、その生涯を通じて独特の色彩感覚は変わることがなかった。円熟期のティツィアーノの絵画は色鮮やかとはいえないものもあるが、初期の作品の色調は明るく、奔放な筆使いと繊細で多様な色使いは、それまでの西洋絵画に前例のない革新的なものだった。

## 略歴

### 初期

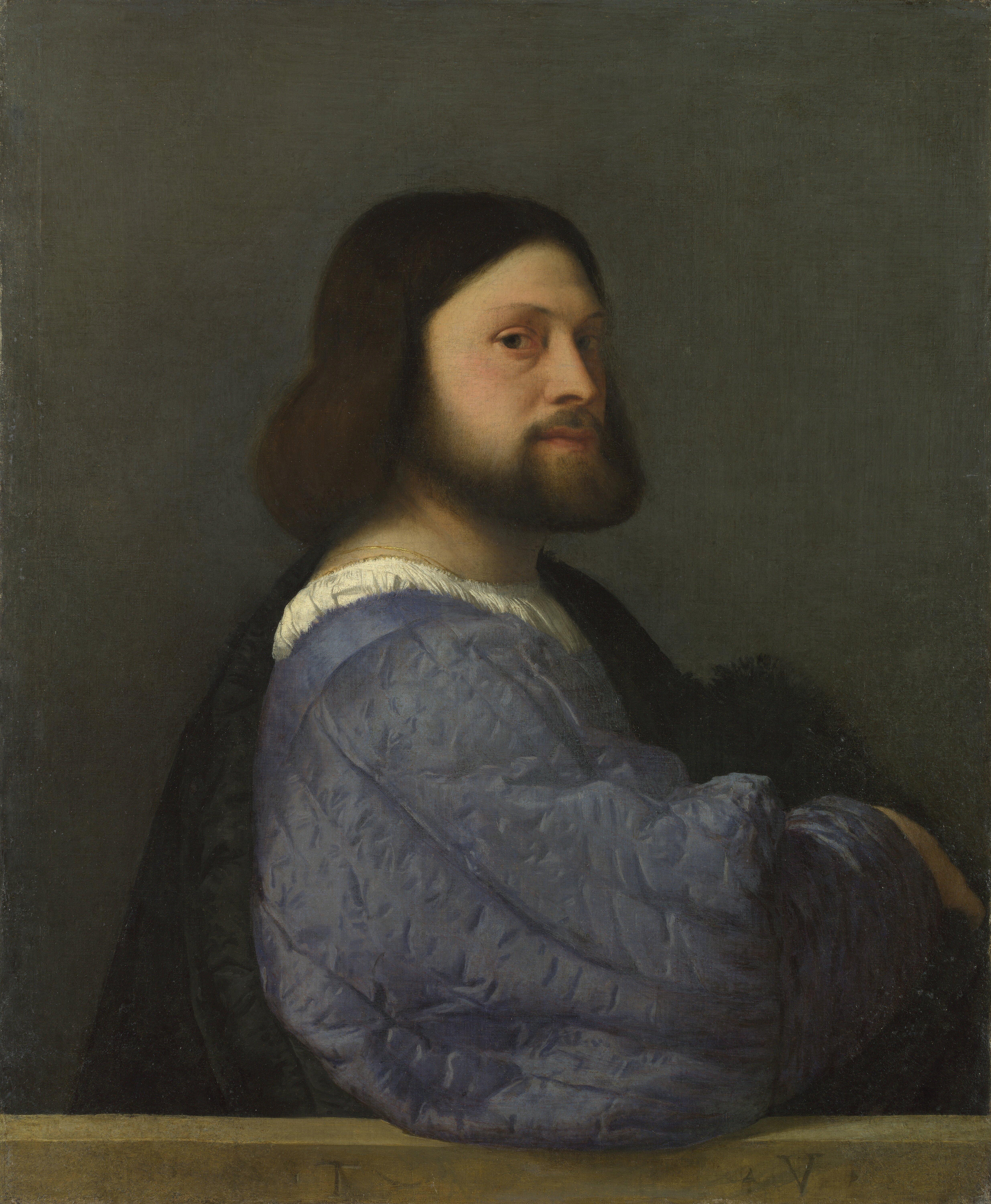
1512年頃に描かれた『キルトの袖をつけた男の肖像』。この肖像画は長い間ルドヴィーコ・アリオストの肖像画と考えられてきたが、現在では自画像ではないかと考えられている。この絵画の画面構成は、後世のレンブラント・ファン・レインの自画像に模倣されている

ティツィアーノの正確な生年月日は伝わっていない。老境のころにスペイン王フェリペ2世に宛てた書簡には1474年生まれという記述があるが、これはまずありえない。同時代人のほかの記録には、風貌からは1473年から1482年生まれに見えるというものもある。しかしながら現代では1490年前後だと考える研究者が多く、メトロポリタン美術館やゲティ研究所では1488年ごろとしている。
ティツィアーノは、ピエーヴェ・ディ・カドーレ城の管理者で、地方鉱山の責任者でもあったグレゴリオ・ヴェチェッリオと妻ルチアの長男として生まれた。父グレゴリオは、著名な評議員で軍人でもあった。祖父は公証人で、ヴェネツィア共和国統治下のこの地方では名家の家系だった。
10歳から12歳くらいのときに、ティツィアーノと弟のフランチェスコは画家の内弟子になるためにヴェネツィアの叔父のもとへと送られた。そして一家の友人で、息子が知られたモザイク作家になったこと以外さほど知られていない画家のセバスチアーノ・ツッカートが、二人の兄弟のためにジョヴァンニ・ベリーニのもとで修行できるよう手配している。当時のベリーニはヴェネツィア有数の画家だった。ティツィアーノはこのヴェネツィアでジョヴァンニ・パルマ、ロレンツォ・ロット、セバスティアーノ・デル・ピオンボ、そしてジョルジョーネら年齢の近い芸術家たちと出会うことになる。弟のフランチェスコも後にヴェネツィアで成功した画家になった。
ヴェネツィア貴族モロシーニ家邸宅のヘラクレスを描いたフレスコ画、師ベリーニ風の『ジプシーの聖母』がティツィアーノの初期の作品とされているほか、S.アンドレア女子修道院由来でアカデミア美術館所蔵の『聖母マリアと聖エリザベトの訪問』もこのころに描かれたティツィアーノの作品だとされている。

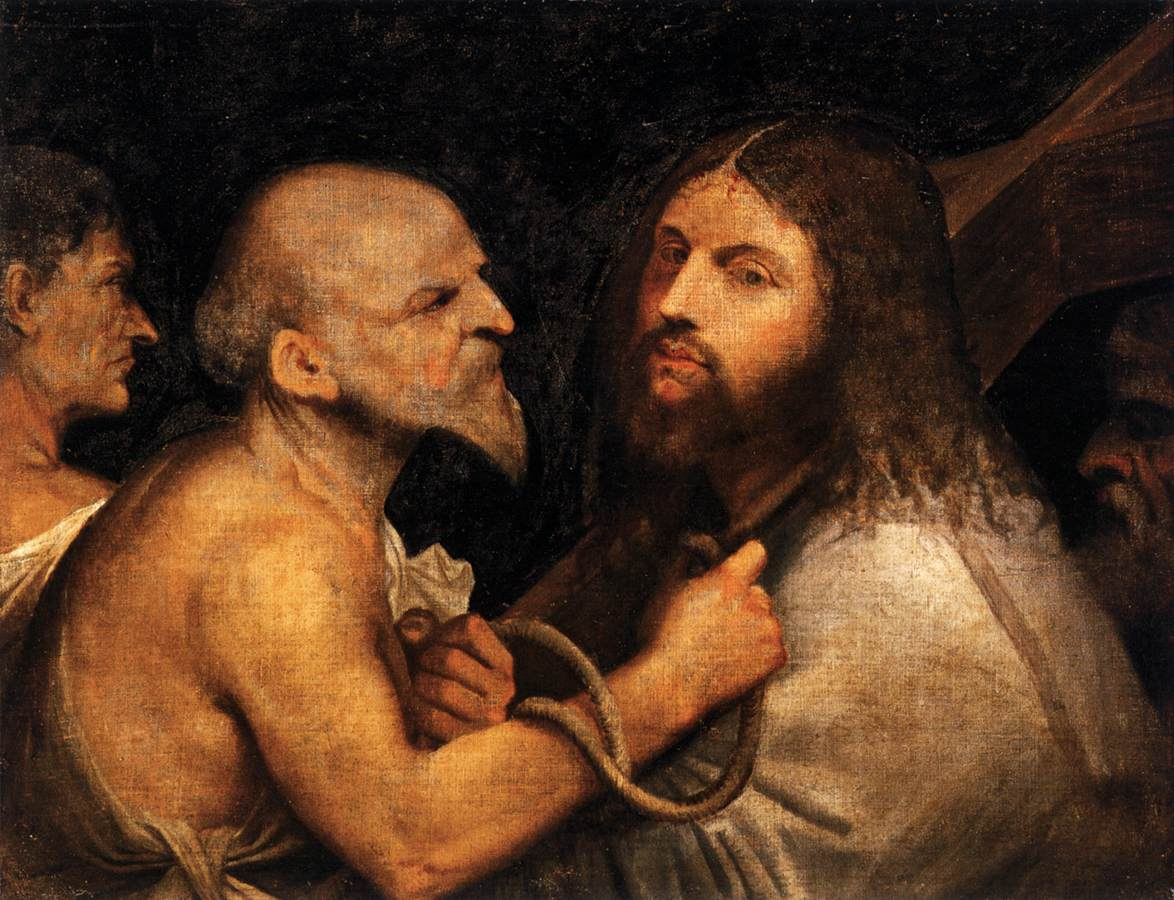
『十字架を担うキリスト』（1510年頃）
サン・ロッコ大同信会館（ヴェネツィア）
かつてはジョルジョーネの作品とされていた

ティツィアーノはジョルジョーネの助手を務めているが、すでに当時のティツィアーノの作品に対する評価は高いものだった。ジョルジョーネと共同で制作したフォンダコ・デイ・テデスキ（ドイツ商人館）の外装を飾るフレスコ画（破損しておりほとんど現存していない）など、二人の力量は拮抗し、共同作業が互いに好影響を与えていた。この時期の二人の絵画の判別は現在でも学術的論争になっており、20世紀になってもそれまでジョルジョーネ作と考えられていた作品がティツィアーノ作に比定されなおしたり、数は少ないが逆にティツィアーノ作と思われていた絵画がジョルジョーネ作に改められたこともある。『見よこの男を』の場面を描いたヴェネツィアのサン・ロッコ大同信会館が所蔵する『十字架を担うキリスト』は、長きに渡ってジョルジョーネの作品だとされてきた。若きジョルジョーネとティツィアーノは、ヴェネツィア絵画を革新した。その特徴的で柔軟な表現技法には、それまでの絵画にあった硬直した表現や、ベリーニの作品に散見されるような宗教的因習の残滓は見られない。

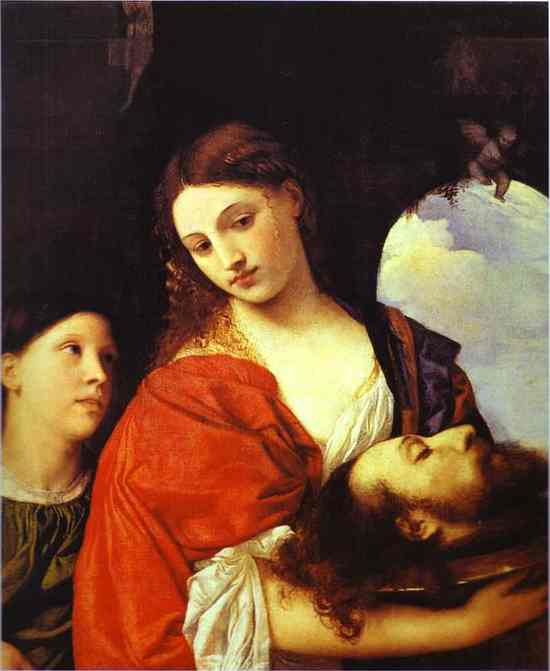
『洗礼者ヨハネの首を持つサロメ』（1515年頃）
ドーリア・パンフィーリ美術館（ローマ）
サロメ（ユディトとも）を描いたこの宗教画は、ティツィアーノが発展させたジャンルである理想化された女性の肖像画とされ、ヴェネツィアの高級娼婦をモデルにしているともいわれる

1507年から1508年にかけて、ジョルジョーネは再建されたフォンダコ・デイ・テデスキのフレスコ画制作を依頼された。ティツィアーノとモルト・ダ・フェルトレもこれに参加しているが、現存している数少ない断片はジョルジョーネの手によるものと考えられている。ジョヴァンニ・バッティスタ・フォンタナによる版画としてではあるが、二人の作品で現存しているものもある。1510年にジョルジョーネが夭折した後も、ティツィアーノはジョルジョーネ風の作品を描いてはいるが、すでに大胆で表現力豊かな独自の作風を確立していた。
フレスコ画におけるティツィアーノの絵画技術は、1511年に描かれたパドヴァのカルメル会修道院とサンタントニオ信者会に残る『金門での出会い』やパドヴァの守護聖人アントニオの生涯を題材にした『新生児の奇蹟』 (スクオーラ・デル・サント、パルマ) を含む三場面の作品などで見ることができる。

1512年にティツィアーノはパドヴァからヴェネツィアに戻ってから、S.サムエレのカナル・グランデに工房を構えているが、現在その正確な場所は伝わっていない。1513年には前途有望あるいはすでに功名を成し遂げた芸術家が熱望するサンセリア（La Sanseria）と呼ばれる専売仲介特権をフォンダコ・デイ・テデスキから得た。さらに国家規模の絵画制作の最高責任者に任ぜられて、ベリーニが未完成のまま残したドゥカーレ宮殿大議会堂の絵画を完成させている。ベリーニが死去した1516年以前から、専売仲介特権から収入が上がるようになり、銀貨20枚という十分な年金を受け取るようになった。さらにドゥカーレ宮殿の絵画制作を継続するという条件で一部租税を免除され、作品を仕上げるごとに銀貨8枚で買い上げられた。ドゥカーレ宮殿のために描かれた絵画で現存しているのは5点のみである。

### 中期

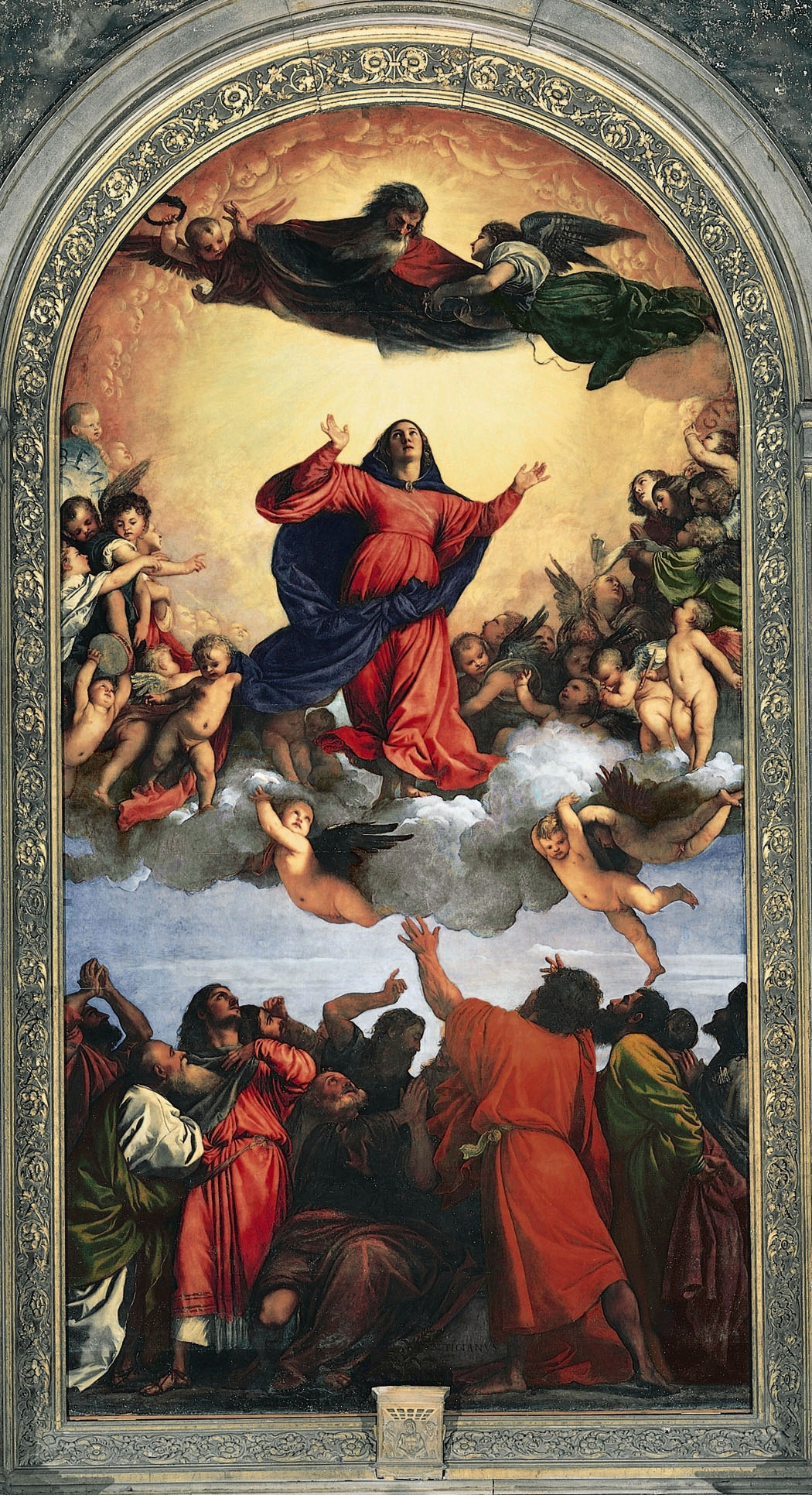
『聖母被昇天』（1516年 - 1517年）
サンタ・マリア・グロリオーザ・デイ・フラーリ聖堂（ヴェネツィア）
完成に2年かかった大作で、躍動的な三階層の構図と色彩構成が、ティツィアーノをローマ以北でもっとも傑出した画家の一人という評価を定着させた

1516年から1530年にかけてのこの時期は、ティツィアーノが初期のころのジョルジョーネ風作品から、より大規模で複雑な構成の作品をそれまでにない作風で描こうと試みた、技能熟練と熟成の時代といわれる。ジョルジョーネは1510年に、ベリーニは1516年に死去し、ヴェネツィア派にはすでにティツィアーノに比肩する画家はいなくなり、その後60年間にわたって誰もが認めるヴェネツィア絵画の第一人者であり続けた。1516年にサンタ・マリア・グロリオーザ・デイ・フラーリ聖堂の依頼で、現在ティツィアーノの代表作ともいわれる祭壇画『聖母被昇天』を描き始めた。非凡な色彩感覚に彩られたこの絵画は、それまでのイタリア絵画でもまれなほど大規模な作品で、大評判となった。当時のシニョリーアの記録には、ティツィアーノが描いたドゥカーレ宮殿大議会の装飾絵画の支払は放置されていたが、ベリーニの死後1516年になってから、それまでベリーニに支払われていた年金を議会から受け取るようになったという記述がある。
『聖母被昇天』は三階層の構図で、世俗の地上と神聖な天界という二つの異なる場面が同時に表現されている。この作品は連作であり、現在バチカン美術館が所蔵するアンコーナのサン・ドメニコ会祭壇背障画 (en:retable)（1520年）、ブレシアの祭壇背障画（1522年）、サン・ニッコロの祭壇背障画（1523年）が次々と描かれた。時代を下るにしたがってより大きく、そして完成度が高くなっていき、1519年から1526年までかかって完成したフラーリ聖堂の祭壇画『聖会話とペーザロ家の寄進者たち』でルネサンス古典様式の一つの頂点を迎える。この絵画はティツィアーノの作品の中でもっとも計算されつくした絵画といわれ、独自の創造力と作風に満ちた傑作とされている。ティツィアーノは寄進者たちと聖人たちという伝統的モチーフを空想的な建物空間に表現し、それぞれのキリスト教的地位を建物の上下の位置で表すという、新しい構想でこの作品を描いている。当時のティツィアーノの名声は非常に高く、1521年にはブレシアでローマ教皇特使からの依頼で、現在でも多くの模写が残っている聖セバスティアヌスを描いた絵画の制作に追われていた。
この時代の1530年に描かれた、サンティ・ジョヴァンニ・エ・パオロ教会が所蔵していた『聖ペテロの殉教』も非常に重要な絵画だったが、1867年にオーストリア軍から砲撃を受け焼失してしまっている。この作品は模写と版画が残されているのみで、極端なまでの暴力描写と風景画が描かれ、画面の大部分を占める巨大な樹木と物語性を強調する劇的表現から、この絵画はバロック様式の萌芽と考えられている。

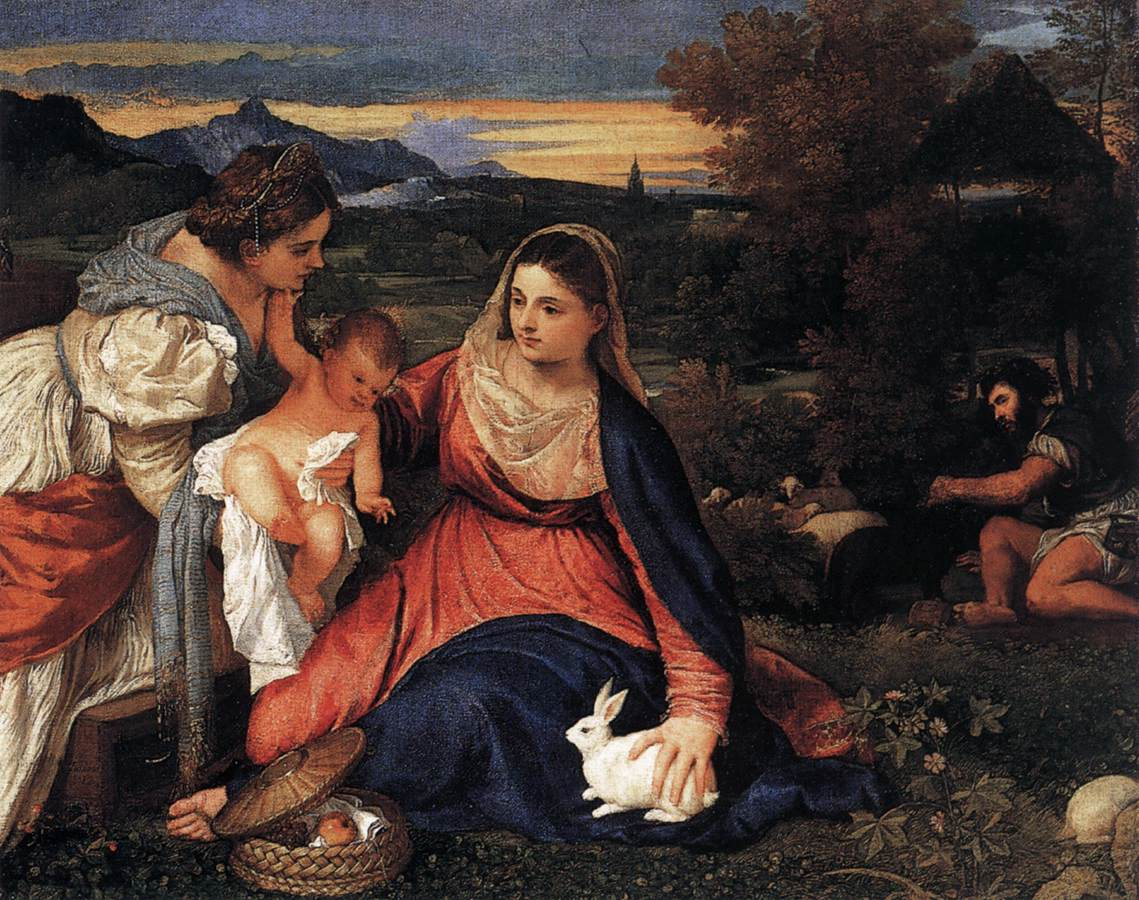
『うさぎの聖母』（1530年頃）
ルーブル美術館（パリ）

ティツィアーノには聖母マリアあるいは聖母子を扱った小作品を集中的に描いた時期があった。美しい風景に囲まれた人物画で、風俗画あるいは詩的な肖像画風に描かれており、現在ルーブル美術館が所蔵する『うさぎの聖母』が典型的な作品である。他にもルーブル美術館には1520年に描かれた『キリストの埋葬』がある。

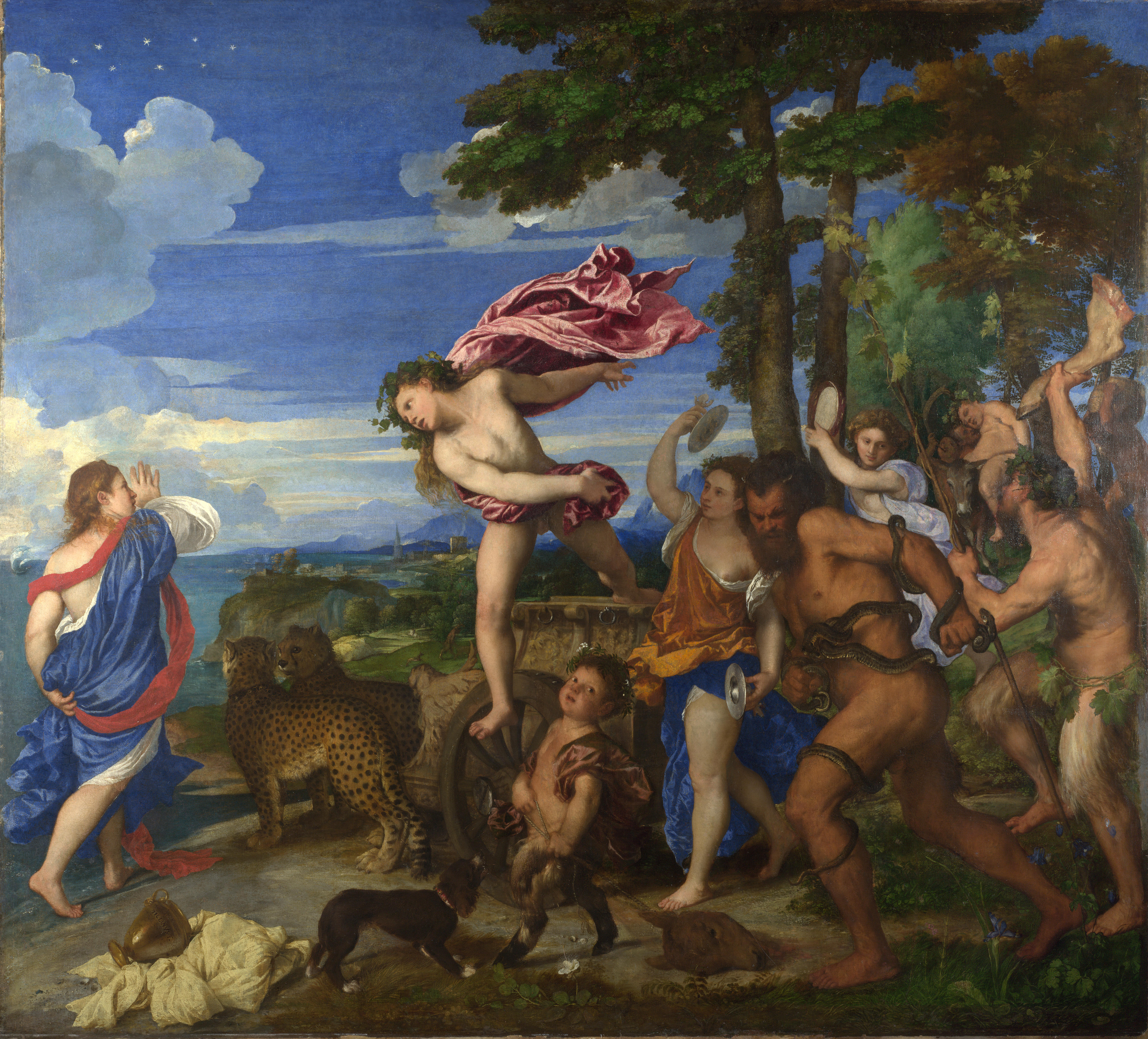
『バッカスとアリアドネ』（1520年 - 1523年）
ナショナル・ギャラリー（ロンドン）

この時代のティツィアーノには神話をモチーフにした、3点の大作がある。フェラーラ公アルフォンソ1世・デステのフェラーラにあったアルフォンソ1世邸の書斎「カメリーノ・ダラバストロ（Camerino d'Alabastro）」のために描かれた作品群で、現在プラド美術館が所蔵する『ヴィーナスへの奉献』（1519年）、『アンドロス島のバッカス祭』（1523年 - 1524年頃）と、ロンドンのナショナル・ギャラリーが所蔵する『バッカスとアリアドネ』（1520年 - 1523年）である。「おそらくルネサンス期における、もっとも美しい「異教徒風（neo-pagan）」の、あるいは「アレクサンドリア風（Alexandrianism）」の絵画群といえる。幾度となく手本とされた作品だが、ルーベンスでさえこれらの作品を超えることはできなかった」といわれる。
ほかに、高級娼婦を描いたとされるウフィツィ美術館所蔵の『フローラ』（1515年頃）、ルーブル美術館所蔵の『鏡の前の女』（1513年 - 1515年頃）など、上半身のみを描いた肖像画はこの時代を最後に描かれた作品である。
ティツィアーノの妻セシリアは、ティツィアーノの故郷ピエーヴェ・ディ・カドーレ出身の理髪師の年若い娘で、5年にわたってジョルジョーネ家の家政を取り仕切る内縁関係にあった。ティツィアーノとの間にはすでにポンポーニオとオラツィオの二人の息子が生れていたが、1525年にセシリアは重病にかかってしまう。ティツィアーノは二人の息子を法的に認知するためにセシリアと正式に結婚した。結婚した二人の関係は良好で、セシリアは健康を取り戻し二人の娘を産んだが、ラヴィニアと名付けられた娘だけが成人した。ティツィアーノは次男のオラツィオを可愛がり、後にオラツィオはティツィアーノの助手を務めることになる。
1530年8月にセシリアはラヴィニア出産時の産褥で死去した。二人の幼児と一人の乳児を抱えたティツィアーノは家を変え、ピエーヴェ・ディ・カドーレにいた妹のオルサを説得して、家事を任せるために呼び寄せた。ビリ・グランデにあったティツィアーノの邸宅の正確な場所は判明していないが、ヴェネツィア中心部から離れた海沿いの瀟洒な郊外の住宅地で、美しい庭園のあるムラノ島が一望できる場所だった。

ティツィアーノは1526年ごろに作家、詩人で、当時の年代記にも有力で独創的な人物として紹介されているピエトロ・アレティーノと深い親交を持った。ティツィアーノはアレティーノの肖像画を描き、マントヴァ侯フェデリーコ2世・ゴンザーガへと送っている。

### 後期

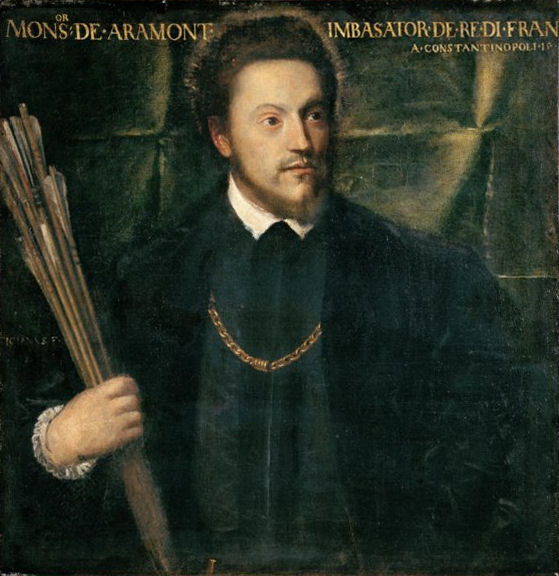
駐オスマン帝国フランス大使ダラモンの肖像画（1541年 - 1542年）

1530年から1550年にかけての時期にティツィアーノは『聖ペテロの殉教』に見られるような劇的で物語性の強い作風を確立した。ヴェネツィア共和国政府はドゥカーレ宮殿の絵画制作が遅々として進まないことに不満を持ち、1538年にそれまでティツィアーノに支払った賃金の返還を求めている。そして、ティツィアーノの後継として、ティツィアーノの競争相手とみなれてきたイル・ポルデノーネを任命した。しかしながらこの年の終わりにポルデノーネは死去し、議会堂の『カドーレの戦い』を仕上げていたティツィアーノが宮殿の絵画制作者に再度任命された。『カドーレの戦い』はヴェネツィア共和国の傭兵隊長バルトロメオ・ダルヴィアーノが騎乗して敵陣に突撃し、次々に敵を撃破する場面が等身大に描かれた絵画である。この作品はティツィアーノが、ラファエロの『コンスタンティンの戦い』に刺激を受けて描いた荒々しく壮大な絵画という意味で非常に重要な作品だった。さらに、どちらも未完成に終わったが、ミケランジェロの『カッシーナの戦い』やレオナルド・ダ・ヴィンチの『アンギアーリの戦い』もこの作品に影響を与えていた可能性もあった。しかしながら1577年にドゥカーレ宮殿は大火に遭い『カドーレの戦い』をはじめ、ヴェネツィアの芸術家たちの貴重な絵画は全て焼失してしまっている。現在『カドーレの戦い』はウフィツィ美術館に粗悪で未完成の模写とフォンタナの手による平凡な版画が残るのみである。1541年に描かれたプラド美術館所蔵の『軍隊に演説するアルフォンソ・ダヴァロス』も火災によって一部損傷している。『カドーレの戦い』のオリジナルは焼失してしまっていたが、後年のボローニャ絵画会とルーベンスに、細部の書き分けや、馬、兵士、リクトル、沸き立つ群衆、燃える松明、空高く翻る旗印などの表現に大きな影響を与えた。

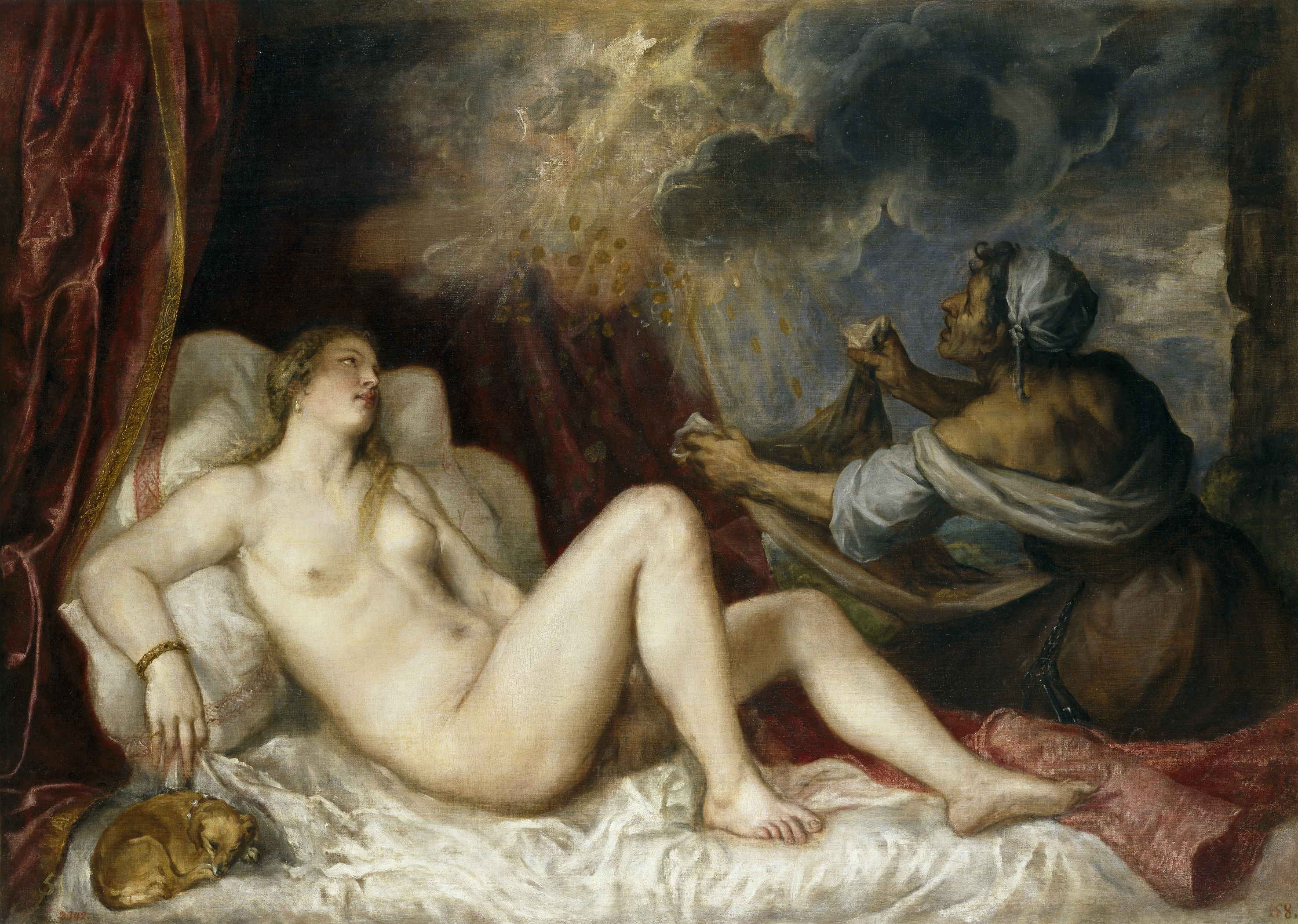
『ダナエ』（1553年 - 1554年）
プラド美術館（マドリード）
スペイン王フェリペ2世の依頼で描かれた「ポエジア」とよばれる一連の神話連作画の一つ。ティツィアーノとその工房は『ダナエ』を複数からの依頼に応じて何点か描いた

サンタ・マリア・デッラ・サルーテ聖堂のペンデンティヴに描かれた『カインとアベル』、『イサクの犠牲』、『ダビデとゴリアテ』については、あまり優れた絵画とはいえない。暴力的な場面が描かれたこれらの作品には、ミケランジェロの有名なシスティーナ礼拝堂天井画のような下方からの透視図法が用いられているが、成功しているとは言いがたい。それでもなお、これらの絵画は高く評価され、手本とされた。ルーベンスはアントウェルペンのイエズス会教会の天井画に、ティツィアーノがサンタ・マリア・デッラ・サルーテ聖堂で用いた手法で14点の作品を描いているが、現在ではスケッチしか残っていない。

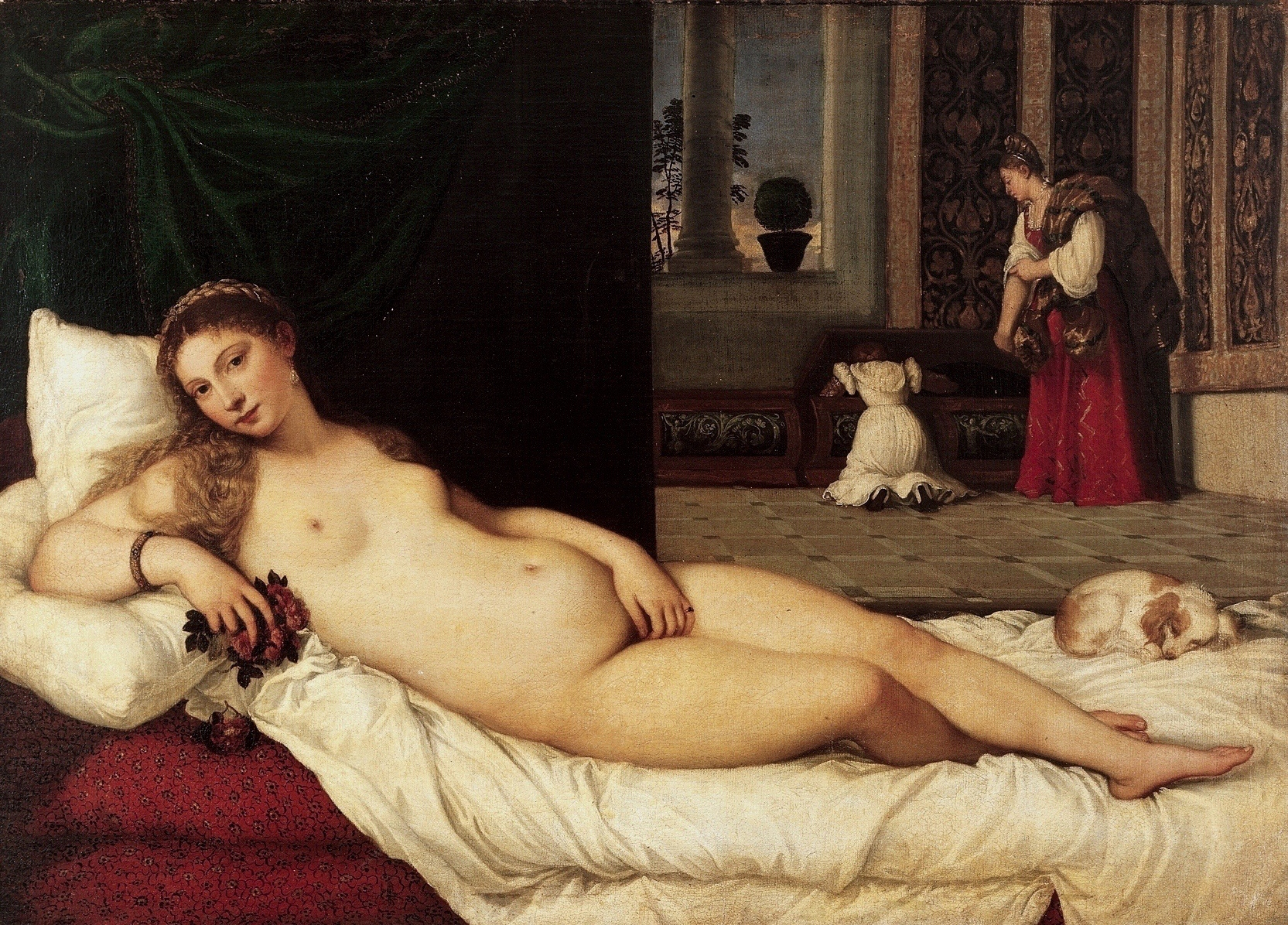
『ウルビーノのヴィーナス』（1538年頃）
ウフィツィ美術館（フィレンツェ）

この時代にティツィアーノはローマを訪れており、横たわるヴィーナスをモチーフとした連作を描き始めている。ウフィツィ美術館所蔵の『ウルビーノのヴィーナス』と『愛のヴィーナス』、プラド美術館所蔵の『ヴィーナスとオルガン奏者と犬』である。これらの絵画はローマで古代彫刻を見聞したティツィアーノが、その表現手法やアイディアに影響を受けて制作したものである。ジョルジョーネの作品で、ティツィアーノが完成させたアルテ・マイスター絵画館所蔵の『眠れるヴィーナス』で同じく横たわるヴィーナスという構図を使用しているが、『眠れるヴィーナス』では背景に描かれていた風景画が『ウルビーノのヴィーナス』では暗紫色のカーテンに置き換えられ、作品全体の色調の統一が図られている。
ティツィアーノはキャリア初期から、現在ピッティ宮殿のパラティーナ美術館が所蔵する『ラ・ベッラ』のような優れた肖像画を描いた。君主、元首、枢機卿、修道僧、芸術家、作家など様々な階級の人々を描いた作品が残っている。「多くのモデルの特徴をつかみ、その表情を描ききることに成功した画家は他にはいない」とも言われる。肖像画家としてのティツィアーノは後年のレンブラントやベラスケスと比較されることがあり、とくに人物の内面描写ではレンブラント、明快さではベラスケスと比較されることが多い。

『カール5世騎馬像』（1548年）
プラド美術館（マドリード）
ミィールベルグの戦いでプロテスタント軍と戦った神聖ローマ皇帝カール5世を描いた絵画。乗馬中の肖像画という新しいジャンルを確立した作品である。ローマの伝統的な騎馬像と中世の理想的キリスト教騎士の両方を表現した構図だが、描かれているカール5世は疲れ切っている様子で描かれている

後期の肖像画では、ナポリの国立カポディモンテ美術館が所蔵する1543年のローマ教皇パウルス3世を描いた『教皇パウルス3世の肖像』と1546年のパウルス3世と2人の孫アレッサンドロ・ファルネーゼとオッターヴィオ・ファルネーゼ兄弟を描いた『教皇パウルス3世とその孫たち』、パラティーナ美術館が所蔵する1545年の『ピエトロ・アレティーノの肖像』、プラド美術館が所蔵する1548年のポルトガル王女イザベルを描いた『ポルトガル王女イザベルの肖像』と神聖ローマ皇帝カール5世を描いた連作の一つ・1533年の『猟犬を伴う皇帝カール5世』などでティツィアーノの絵画技術を確認できる。そして1548年の『カール5世騎馬像』に表現された紫色の調和は絵画の頂点を極めた作品といえる。

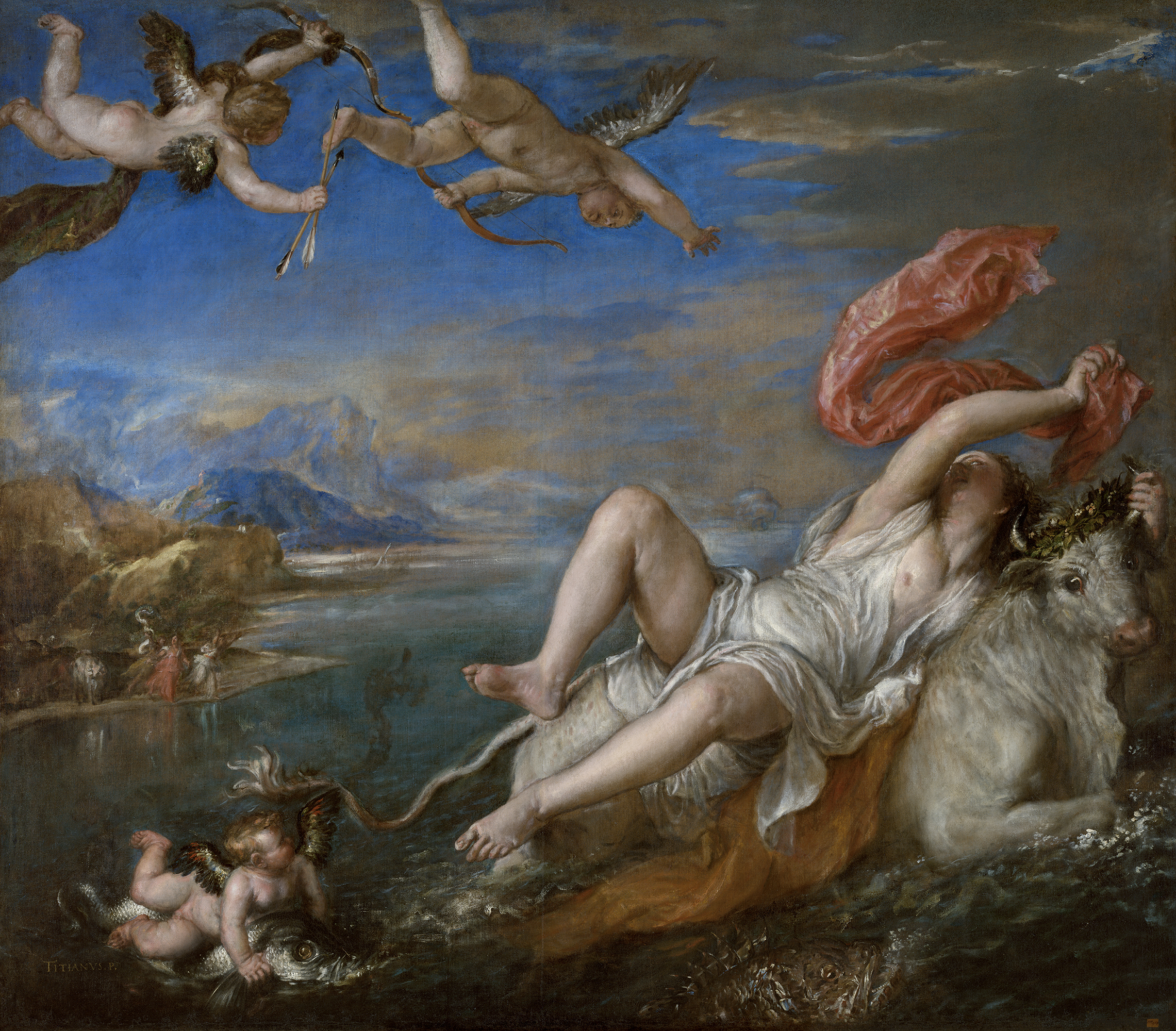
『エウロペの略奪』（1562年）
イザベラ・スチュワート・ガードナー美術館（ボストン）
この絵画を模写したルーベンスの作品がプラド美術館に所蔵されている。初期のティツィアーノの絵画とは対照的な作風で、ほとんどバロック風といえる

当時からのティツィアーノの専門技量と世界的な名声に比肩するのは、同年代のラファエロ、ミケランジェロと後年のルーベンスだけである。1540年にヴァスト侯爵ダヴァロスから邸宅を、皇帝カール5世からは年金として銀貨200枚（後に倍増される）をミラノの国庫から受け取っている。経済面では他にも1542年からカドーレからの穀物貢納契約によって利潤を得ていたことがわかっている。ティツィアーノは故郷のカドーレを毎年のように訪れており、故郷では鷹揚で影響力のある著名人だった。
ティツィアーノはカステッロ・ロガンツォーロ教会の近くにお気に入りの別邸を持っており、ここで風景を描くにあたっての様々な観察を行っている。ティツィアーノの習作に何度も描かれた「ティツィアーノのひき臼」と呼ばれるモチーフを、カステッロ・ロガンツォーロ近隣のベッルーノで今でも見ることが出来る。
ティツィアーノは1546年にローマを訪れて「市の鍵賞（en:Freedom of the City）」を受けており、これは1537年にミケランジェロが受賞して以来のことだった。同じころにセバスティアーノ・デル・ピオンボの死去に伴い空職になっていた、教皇の書簡に押す印章を所持する「鉛の職」という非常に実入りのいい役職を与えられることになった。この役職のために聖職に就く準備も進められていたが、1547年にヴェネツィアを離れてアウクスブルクで皇帝カール5世たちの肖像画を描くよう命令されたため、この話は無効になっている。

1550年にスペイン王フェリペ2世を描いた肖像画がイングランドへ送られ、フェリペ2世とイングランド女王メアリー1世との結婚に大きな役割を果たした。

### 晩年

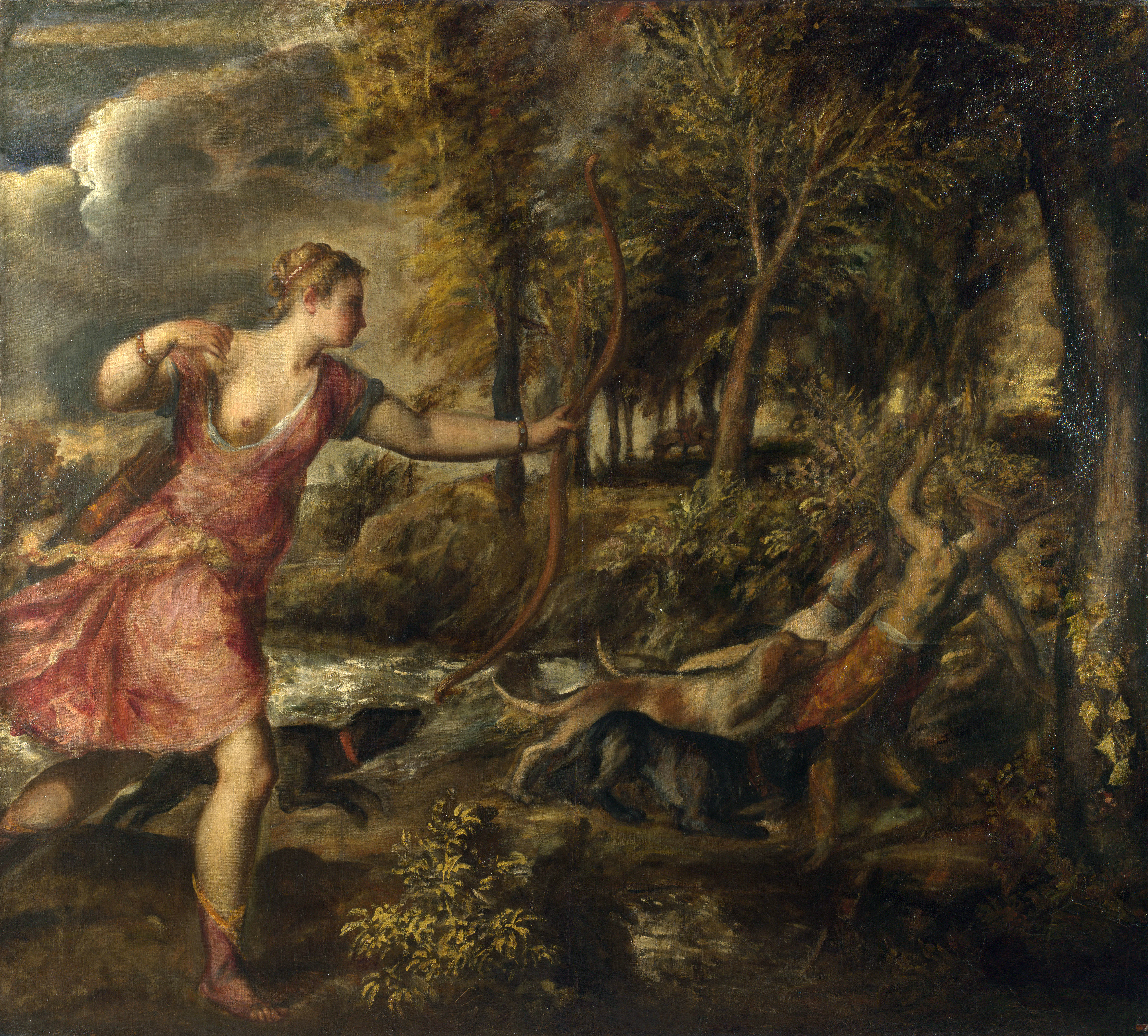
『アクタイオンの死』（1559年以降）
ナショナル・ギャラリー（ロンドン）
ティツィアーノ晩年の作品で、明確な輪郭は無くなって、ゆらめく色彩と不安定な空間表現がなされた陰影の多い背景に溶け込んでいる。筆だけではなく、自身の指も使って仕上げた絵画といわれている

ティツィアーノは、1550年から死去する1576年までの26年間、肖像画家としてフェリペ2世のもとで過ごすことが多かった。年齢とともにますます内省的で止まるところを知らない完全主義者になり、1枚の作品を仕上げるのに10年以上かけることもあった。倦むことなく何度も作品に手を加え、つねに新しい表現を追及した。また、弟子が模写したティツィアーノ自身の初期の作品に自ら手を加えて完成させており、このことが後年になって絵画の作者の特定や、連作の制作順序など諸問題を引き起こすことにつながっている。さらに弟子だけではなく、他の芸術家が制作した模写や贋作も、広く出回ってしまっている。

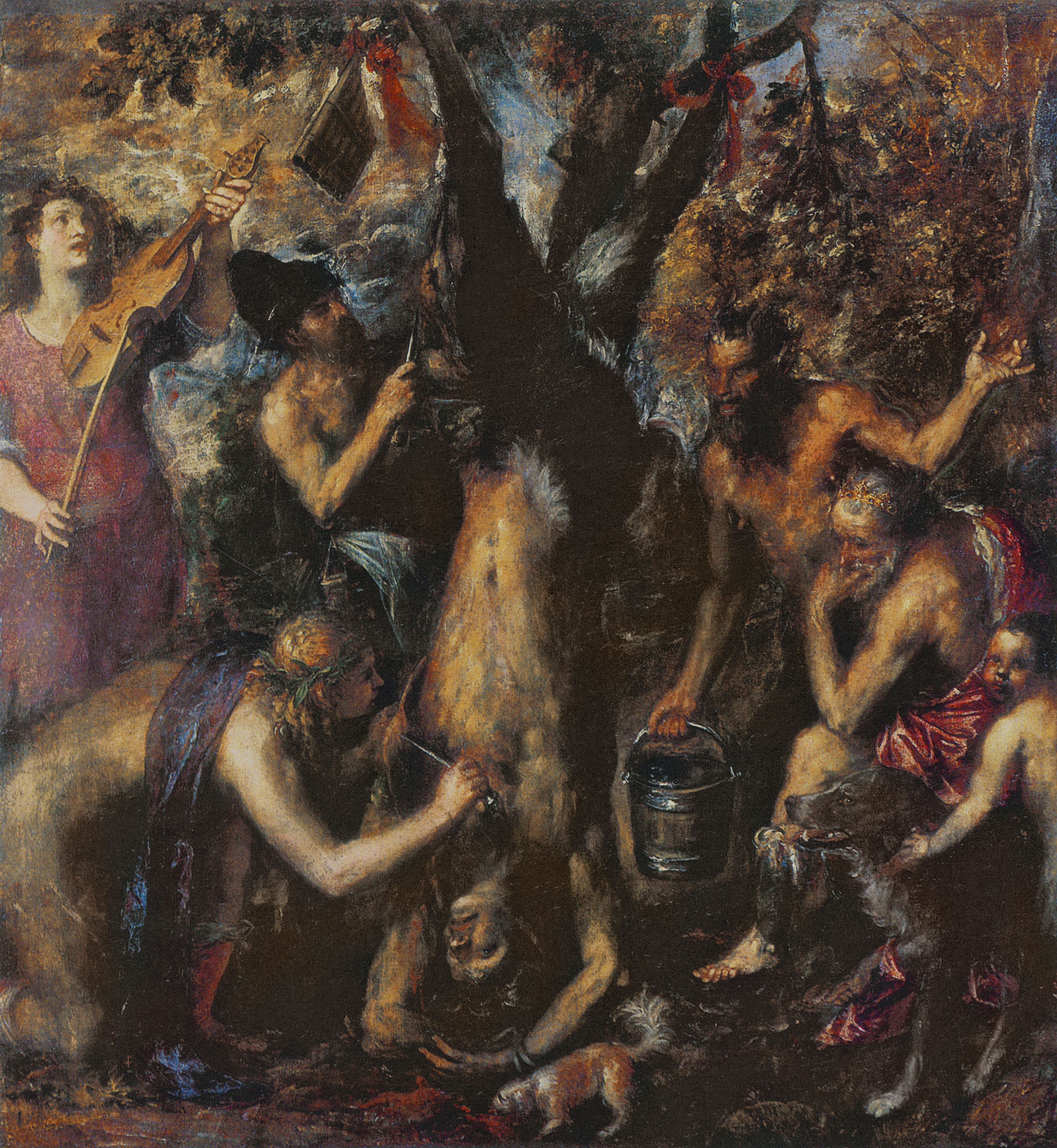
『マルシュアスの皮剥ぎ』（1570年 - 1576年頃）
クロムニェジーシュ宮殿美術館（チェコ共和国）

フェリペ2世の依頼で、ティツィアーノは宗教画と、「ポエジア」と呼ばれる、オウィディウスの『変身物語』に題材をとった一連の古代神話連作絵画を制作した。現在「ポエジア」の作品はティツィアーノの最高傑作とされている。神話に仮託した裸婦が描かれた絵画が多かったこともあり、フェリペ2世からこれらの絵画を相続した子孫は、その多くを贈答品として諸国へ贈ったため、現在スペインには「ポエジア」は2点しか存在しない。プラド美術館所蔵の『ヴィーナスとアドニス』と『ダナエ』で、どちらも1553年ごろに描かれた作品である。ロンドンのナショナル・ギャラリーとスコットランド国立美術館が共同所有する『ディアナとアクタイオン』と『ディアナとカリスト』は1559年に完成したと考えられている。ロンドンのウォレス・コレクション所蔵で損傷が激しい『ペルセウスとアンドロメダ』、ボストンのイザベラ・スチュワート・ガードナー美術館所蔵の『エウロペの略奪』は1562年に引き渡された。ただし、現在ロンドンのナショナルギャラリー所蔵の『アクタイオンの死』は1559年に制作が開始され、長期にわたって制作が続けられたものの、結局未完に終わった作品である。
ティツィアーノの死後にアトリエに残されていたといわれる絵画は、近年になるまであまり知られていなかった。生々しい表現で、人によっては受け付けないであろう絵画が多く、チェコ共和国のクロムニェジーシュ宮殿美術館所蔵の『マルシュアスの皮剥ぎ』、ケンブリッジ大学付属フィッツウィリアム美術館所蔵の『タルクィニウスとルクレティア』などがある。

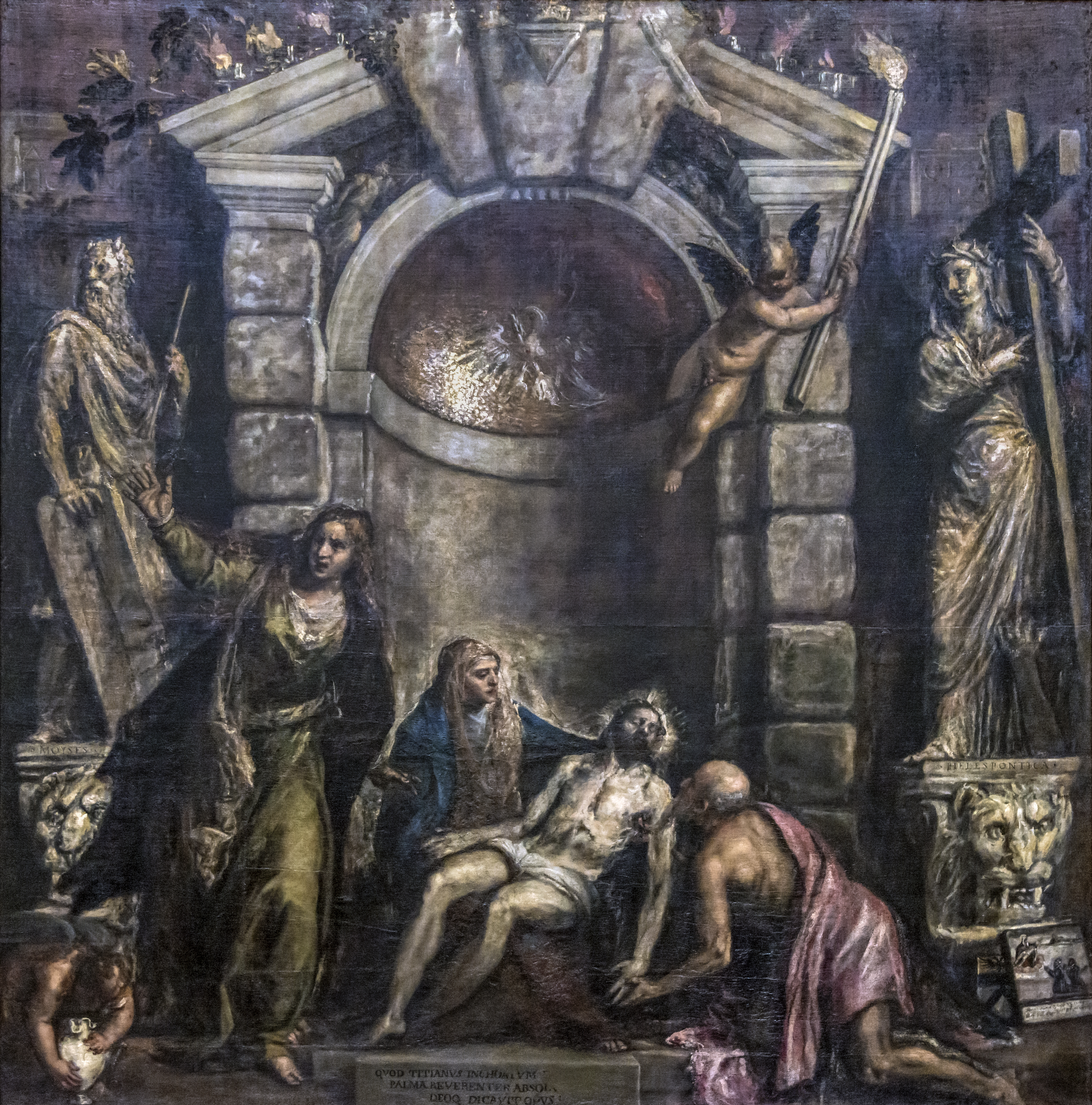
『ピエタ』（1575-1576年）
アカデミア美術館（ヴェネツィア）
他の晩年の作品同様、暗い苦しみが表現されている。自身の墓所のために描いた作品ともいわれている

ティツィアーノは1555年以前からトリエント公会議に臨席しており、ルーブル美術館に会議風景のスケッチがある。親友だったアレティーノが1555年に突然死去し、他にも知人の建築家ヤーコポ・サンソヴィーノが1570年に死去するなど、その晩年には友人知人の死が相次いでいる。1565年9月にティツィアーノはカドーレを訪れ、弟子とともに教会の装飾を手がけた。『キリストの変容』や『受胎告知』などであるが、失敗作であると見なす者もいる。
1560年ごろにティツィアーノは聖母子とともに聖ルカと聖カタリナが描かれた『聖会話』を制作した。この絵画に描かれているカーテンと聖ルカは、表現に難があるためティツィアーノではなく弟子の手によるものではないかという説がある  。

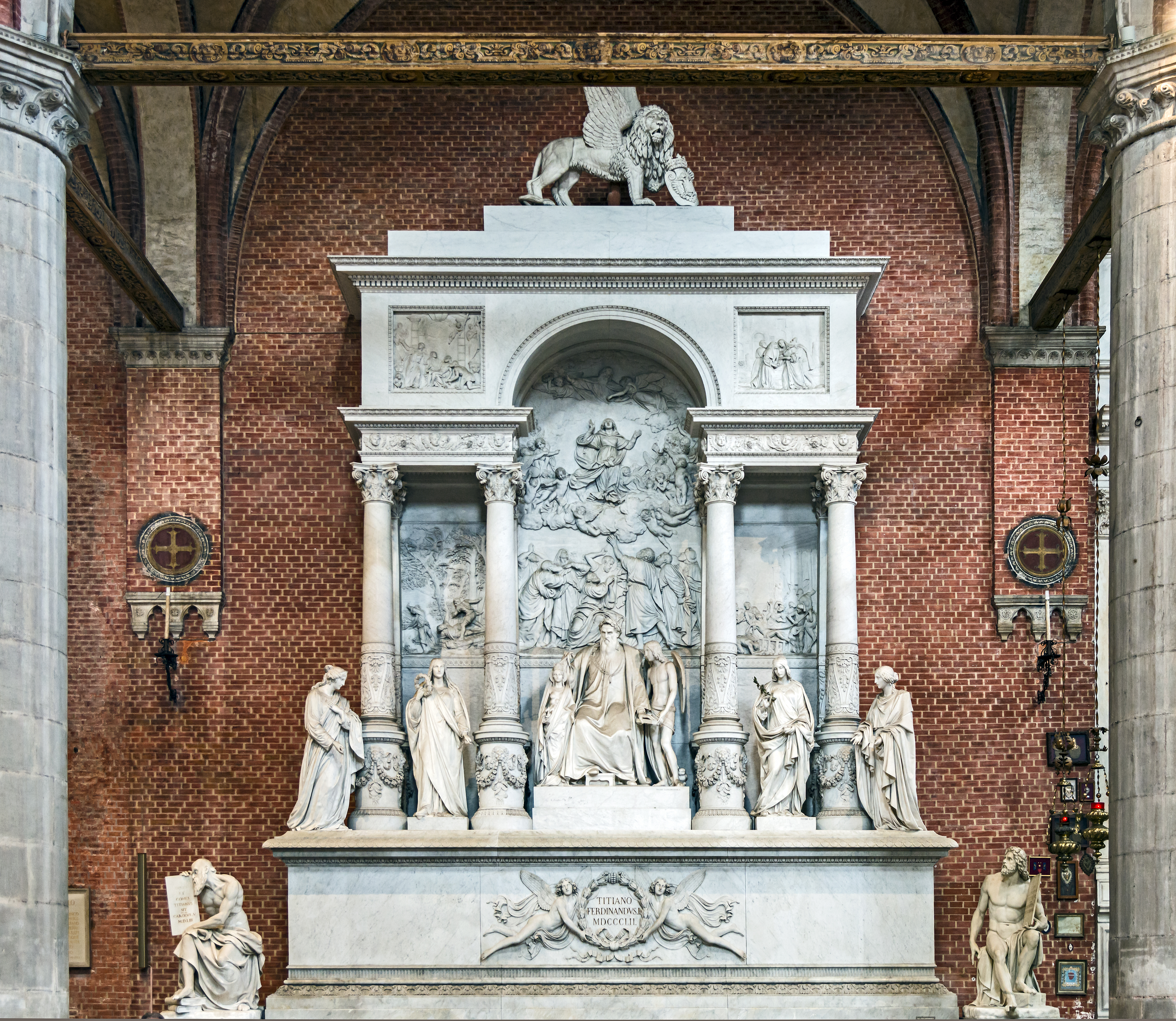
ヴェネツィアのティツィアーノの墓。

ティツィアーノは死去する寸前まで絵画の注文を受け続けた。自身の墓所をサンタ・マリア・グロリオーザ・デイ・フラーリ聖堂の礼拝堂と決め、埋葬してもらう返礼として『ピエタ』を献納することを申し出ている。キリストの前にティツィアーノ自身と息子のオラツィオを描き、そのほかにシビュラなどを配した構図の絵画で、完成直前までティツィアーノ自身で描いたとされているが、異見もある。その後ティツィアーノは、死去するまでのほとんどの期間を故郷のカドーレで過ごした。
ティツィアーノは1576年8月27日にペストにより死去した。生前の希望通りにサンタ・マリア・グロリオーザ・デイ・フラーリ聖堂に埋葬され、未完成だった『ピエタ』はパルマ・イル・ジョーヴァネが完成させている。自身の大作『聖母被昇天』のそばに埋葬されているが、後年になってヴェネツィア（ロンバルド＝ヴェネト王国）君主でもあったオーストリア皇帝フランツ1世がアントニオ・カノーヴァに巨大なモニュメント制作を命じるまで、墓碑銘はなかった。

## 版画
ティツィアーノ自身は版画を制作することはなかったが、版画による大量印刷で多くの人の目に触れることが自身の評価を左右することには大きな関心を持っていた。1517年から1520年ごろに自身の絵画の木版デザインを多く手がけ、ドメニコ・カンパニョーラのような版画家たちと協力し、自身の絵画をもとにした版画を制作した。また、さらに後年になってからオランダ人版画家コルネリス・コルト（1533年頃 - 1578年）がティツィアーノの作品をもとにした版画を制作している。クロアチア出身の芸術家マルティーノ・ロータ(en:Martino Rota)（1520年頃 - 1583年）も1558年から1568年に同様の版画を制作した。

## 近年

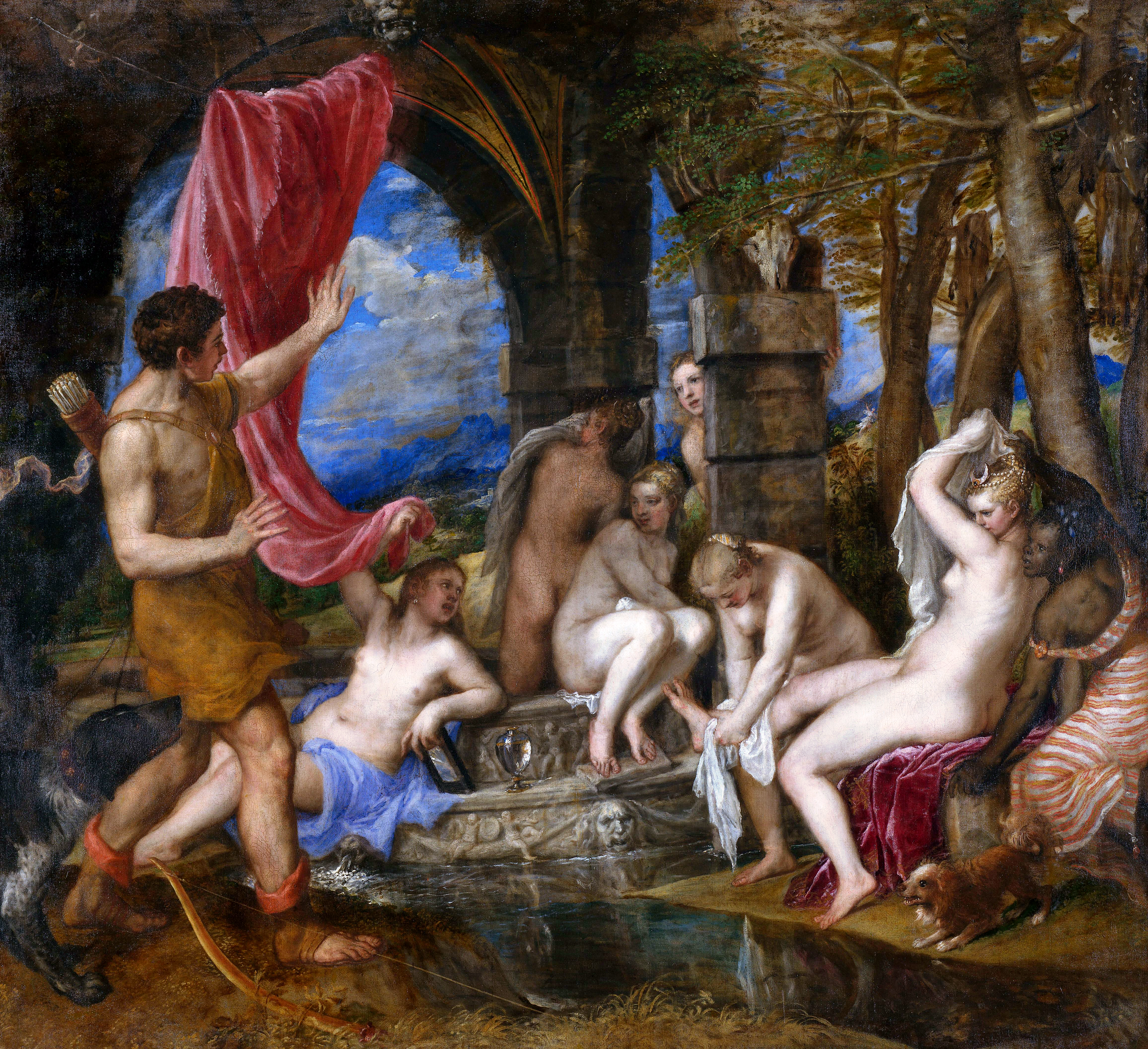
『ディアナとアクタイオン』（1556年 - 1559年）
ナショナル・ギャラリー（ロンドン）

1975年に発行された20000イタリア・リレ（リラの複数形）紙幣の裏面に肖像が採用されていた。
近年になって、個人が所蔵していたティツィアーノの絵画が2点売りに出された。1点は第7代サザーランド公フランシス・ロナルド・エジャートン所蔵の『ディアナとアクタイオン』で、2009年2月2日に5,000万ポンドでロンドン・ナショナル・ギャラリーとスコットランド国立美術館が共同購入した 。同じくエジャートンが所蔵する『ディアナとカリスト』も2012年までに同額で購入することが予定されている。
2011年には、聖母子とともに聖ルカと聖カタリナが描かれた『聖会話』がサザビーズのオークションに出品され、2011年1月28日に16,900万ドルで落札された。これはティツィアーノの絵画についた価格としては史上最高額となっている。
2009年2月11日には、イギリス首相ゴードン・ブラウンと野党党首デーヴィッド・キャメロンとの間で、ティツィアーノの没年を巡って首相答弁 (en:Prime minister's questions) の場で論争となっている。キャメロンがブラウンの一般知識の無さを笑いものにしようと企てたことによる意地の悪い質問だった。さらに、英語版ウィキペディアのティツィアーノ記事中の没年が、キャメロンが所属する保守党本部からの投稿によってキャメロンの主張どおりに改ざんされ、マスコミを巻き込む大騒ぎになった。後にキャメロンは謝罪し、本部のスタッフは「罰を受けた」と語っている。
この論争は2009年1月30日にダボスで開催された世界経済フォーラムでのブラウンのコメントが発端だった。

## 大衆文化
- 高村光太郎の詩集『智恵子抄』には、Tizianoを指して「チシアンの画いた絵が／鶴巻町へ買物に出るのです」と、ティツィアーノの描く高貴な女性像と、ごみごみした繁華街のイメージを対比させて取り上げられている[35]。

- イギリスのロックバンド、キンクスのアルバム『マスウェル・ヒルビリーズ』に収録されている「20世紀の人」の歌詞に、レンブラント、ダ・ヴィンチ、ゲインズボロらとともにティツィアーノの名前が出てくる。

- アメリカのテレビドラマ『刑事コロンボ』の旧シリーズ第三シーズン第二話「別れのワイン」にて、主役のワイナリー経営者であるエイドリアンが、ピエモンテ州産の赤ワインの色をティツィアーノが描くところの赤い色彩と比較して語る場面がある。

## ギャラリー

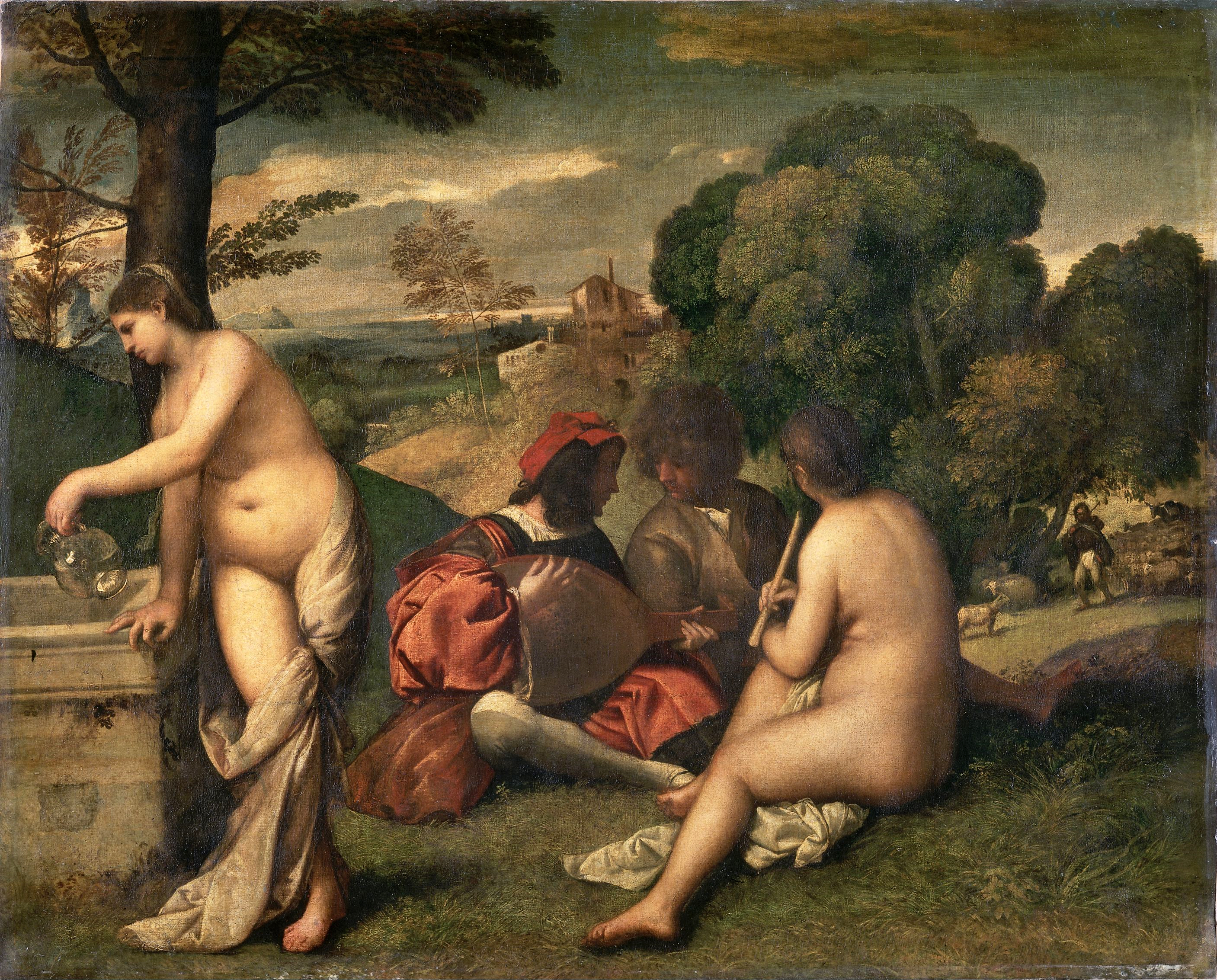
『田園の奏楽』 1510年頃 ルーヴル美術館
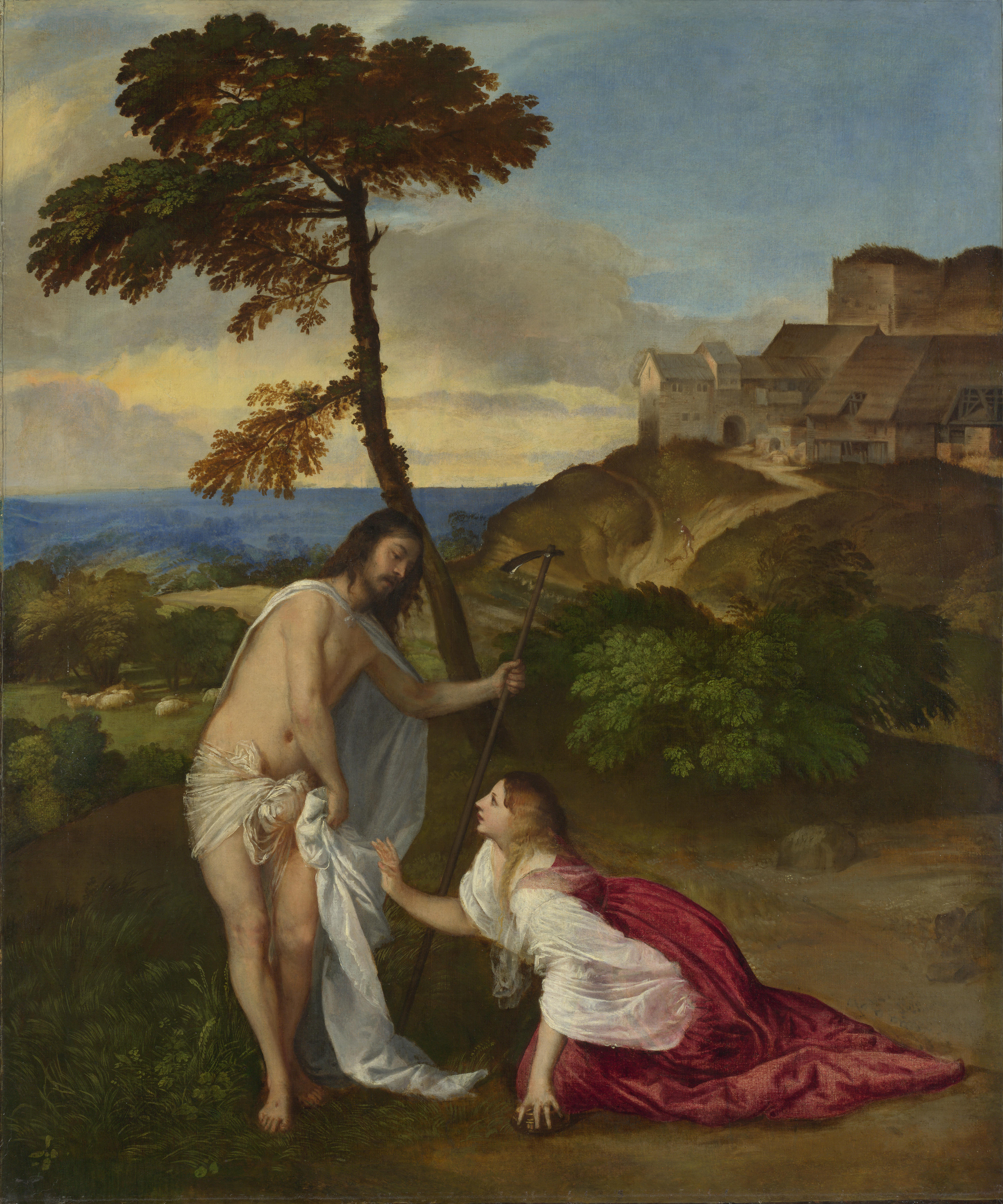
『ノリ・メ・タンゲレ』 1514年頃 ロンドン・ナショナル・ギャラリー
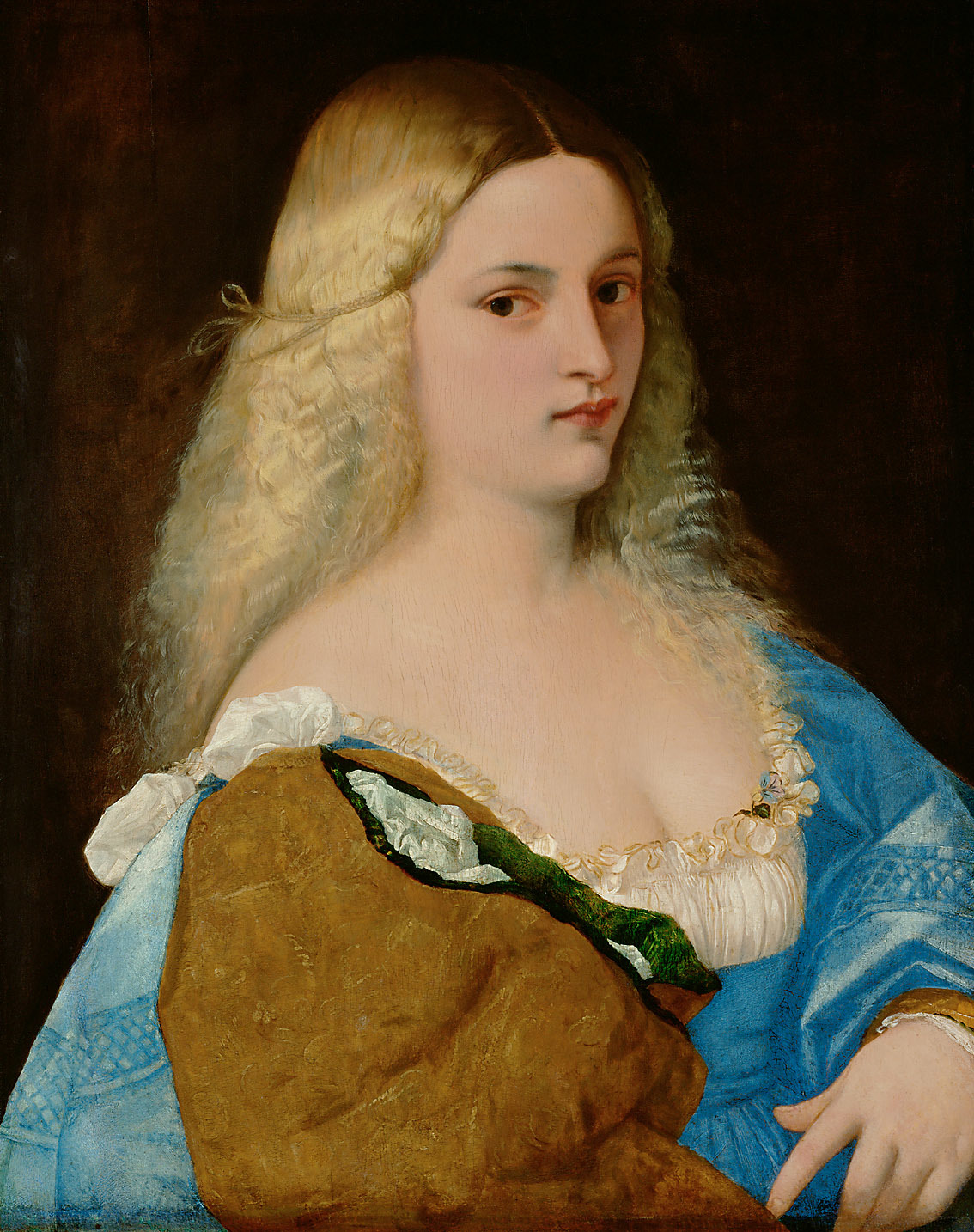
『ヴィオランテ』 1510年-1515年頃 美術史美術館
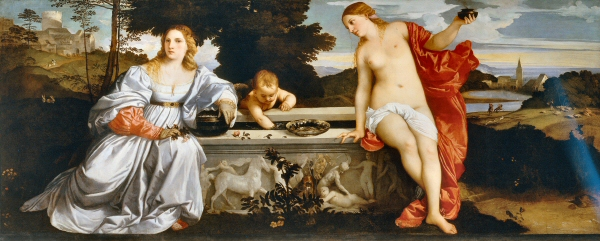
『聖愛と俗愛』 1515年 ボルゲーゼ美術館
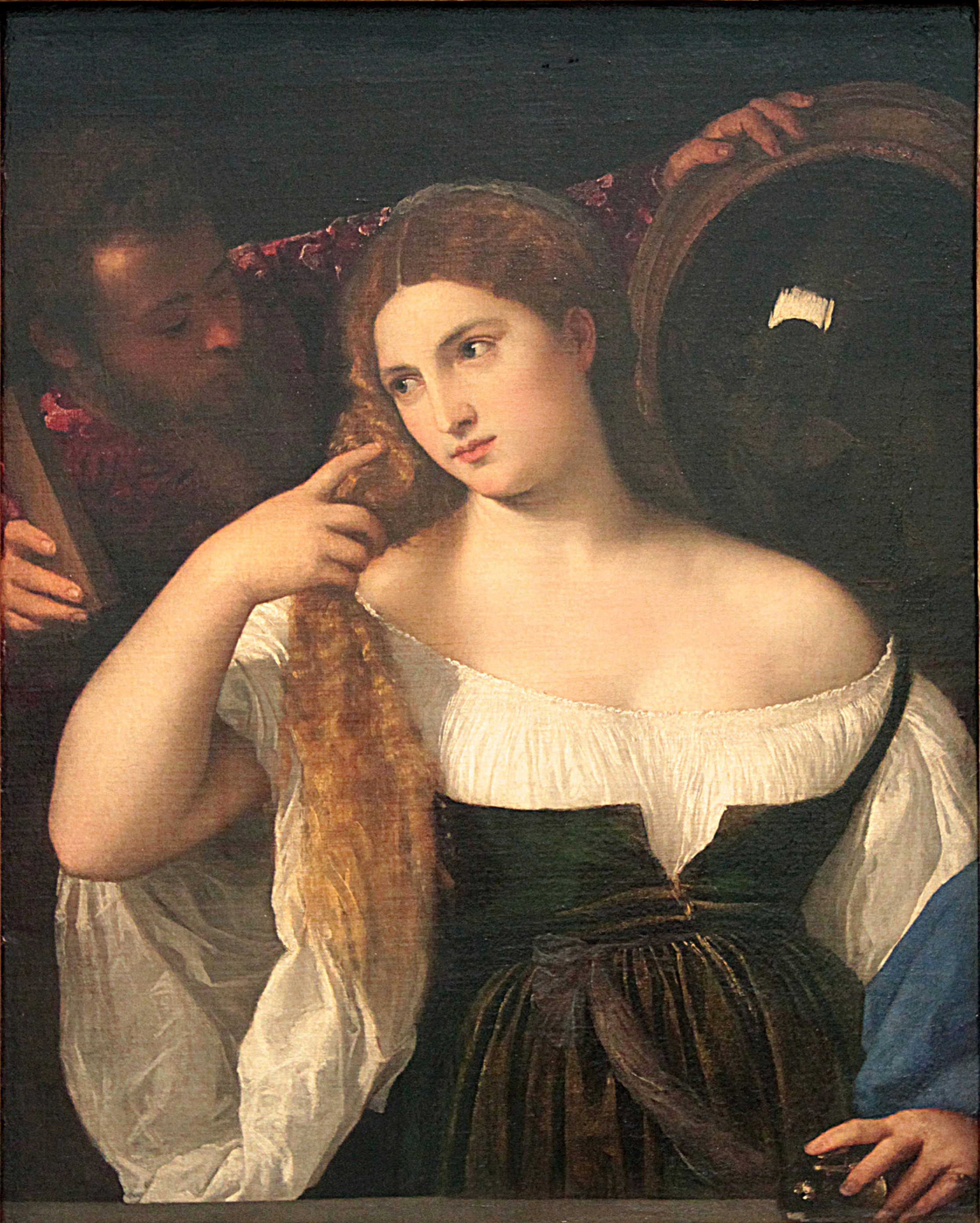
『鏡の前の女』 1515年 ルーヴル美術館
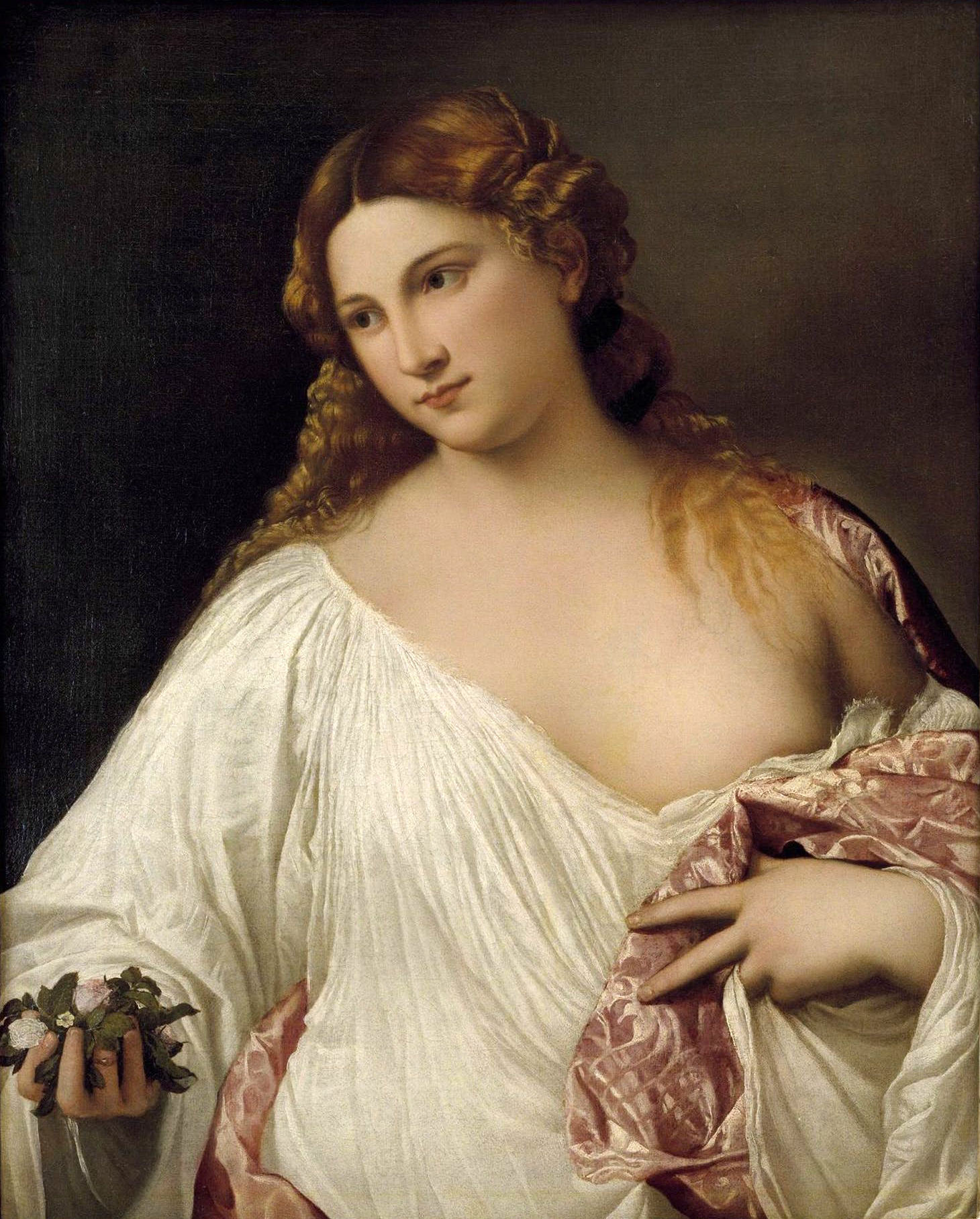
『フローラ』 1515年頃 ウフィツィ美術館
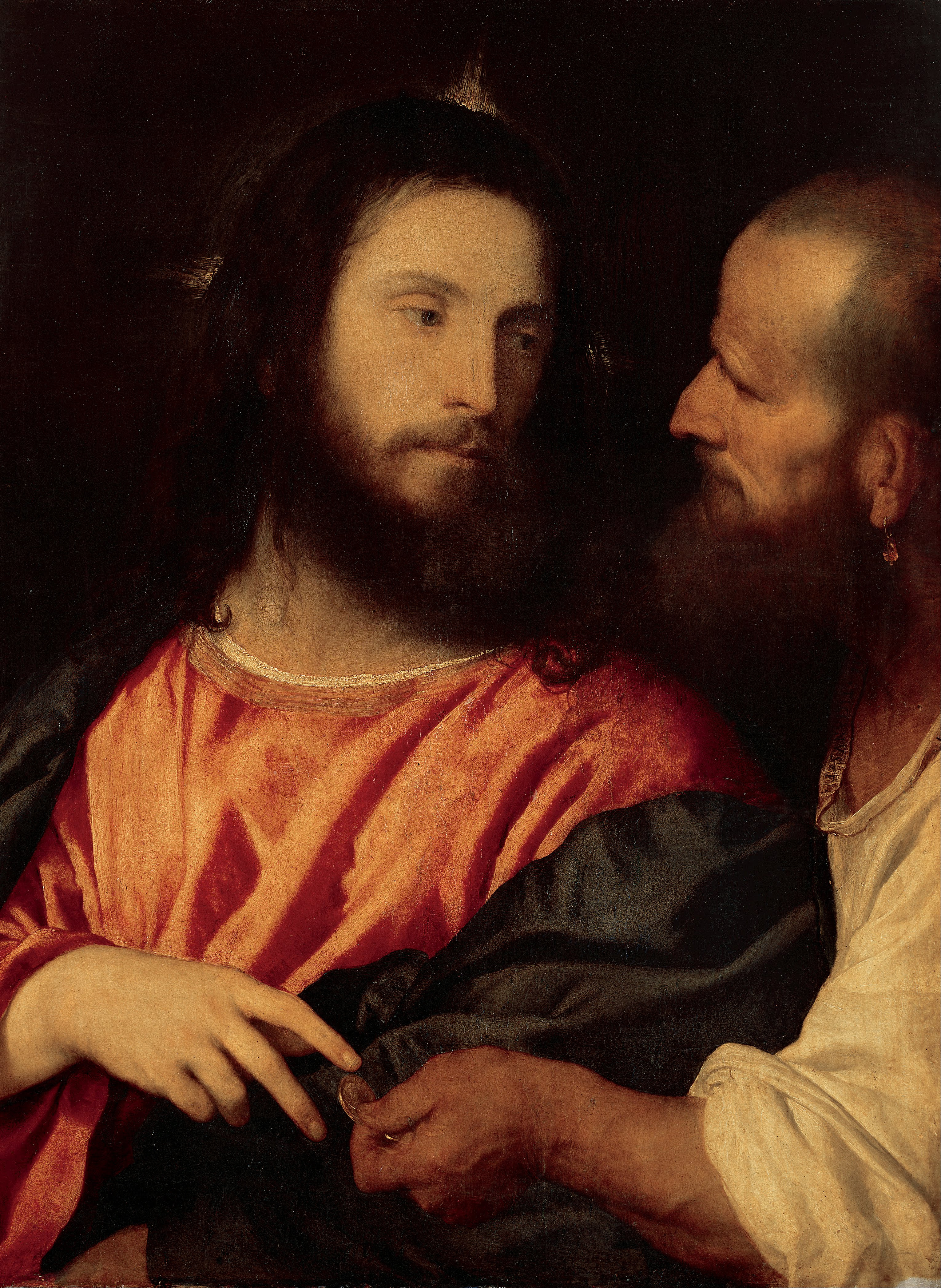
『貢の銭』 1516年 アルテ・マイスター絵画館
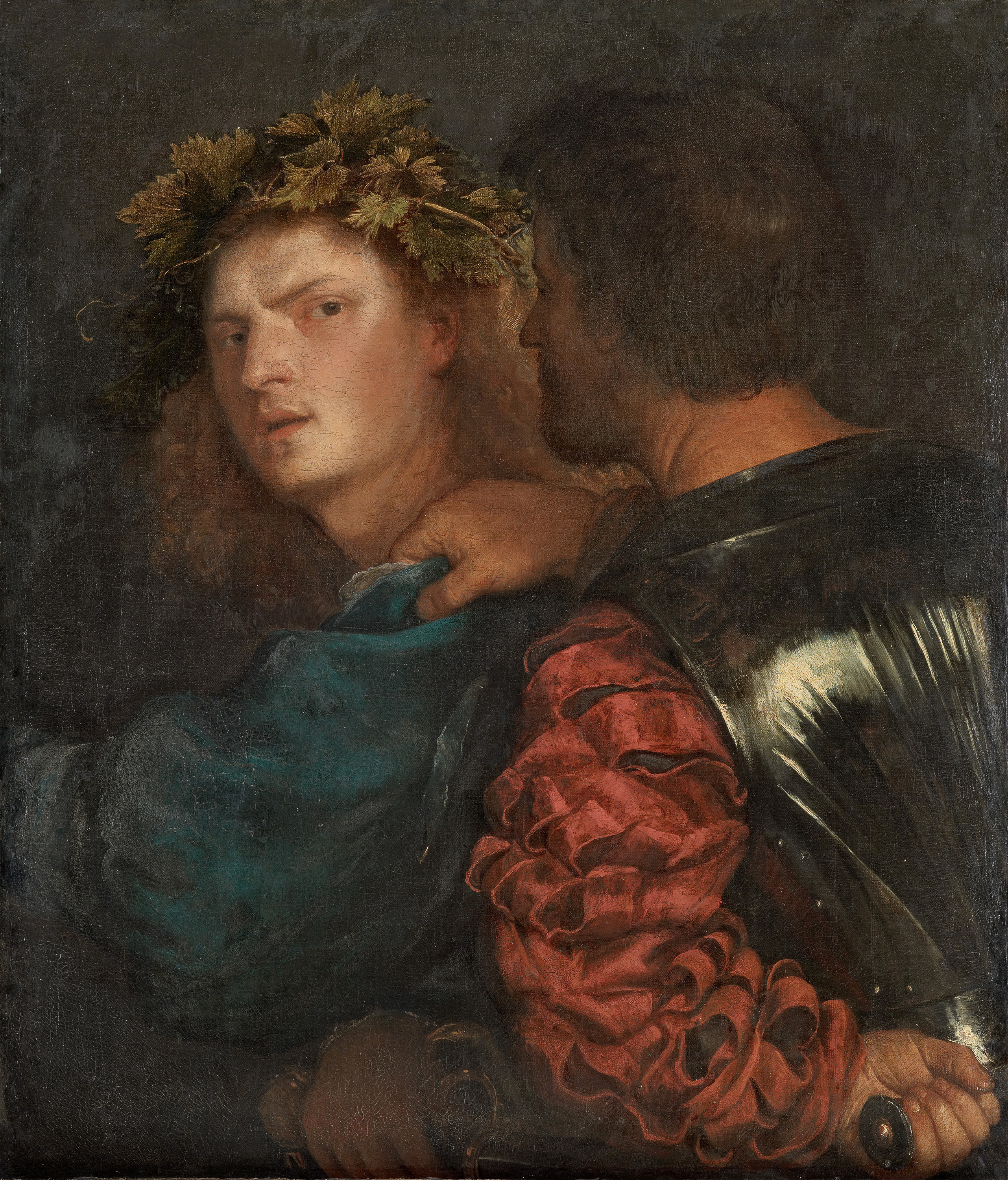
『刺客』 1515年-1520年頃 美術史美術館
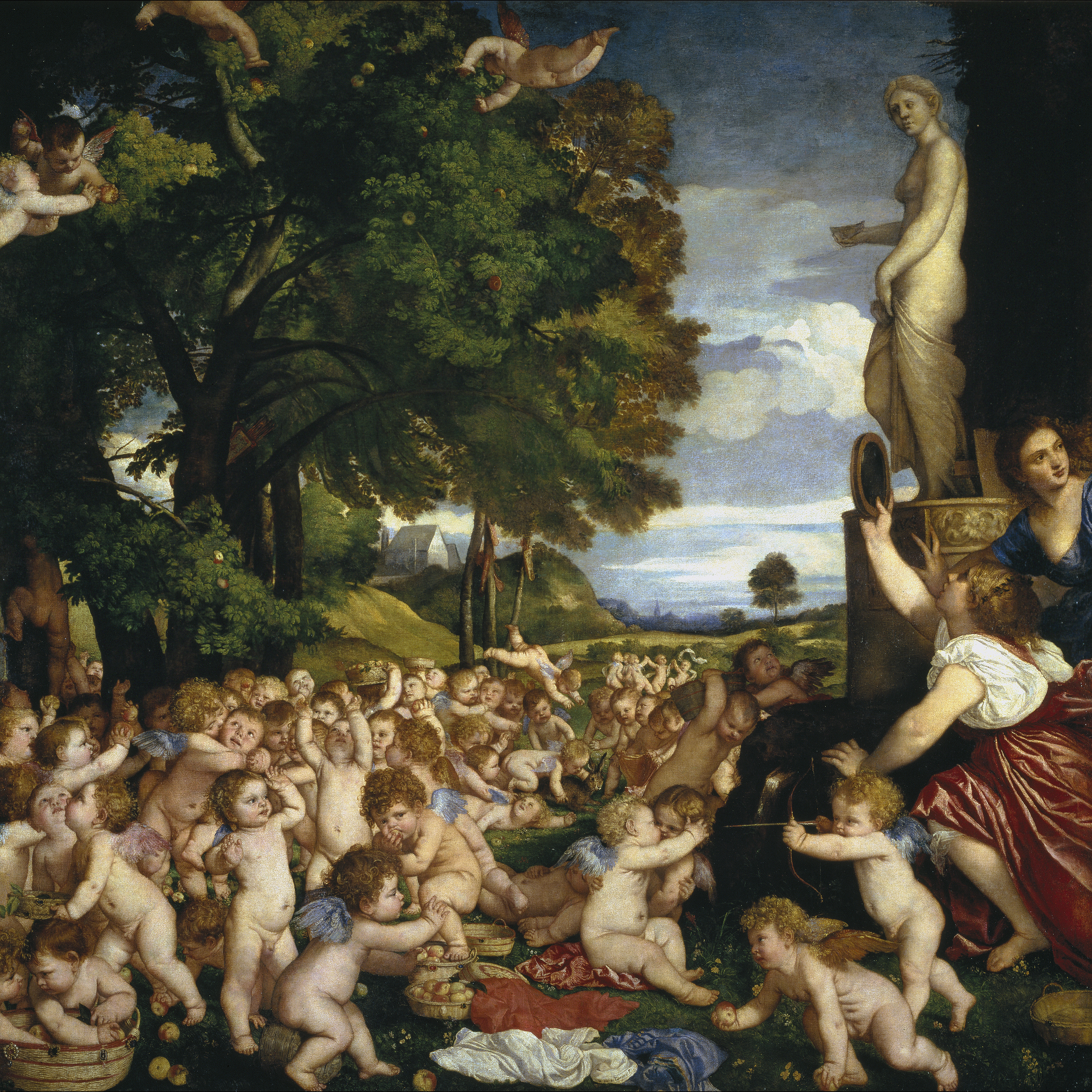
『ヴィーナスへの奉献』 1518年 - 1520年頃 プラド美術館
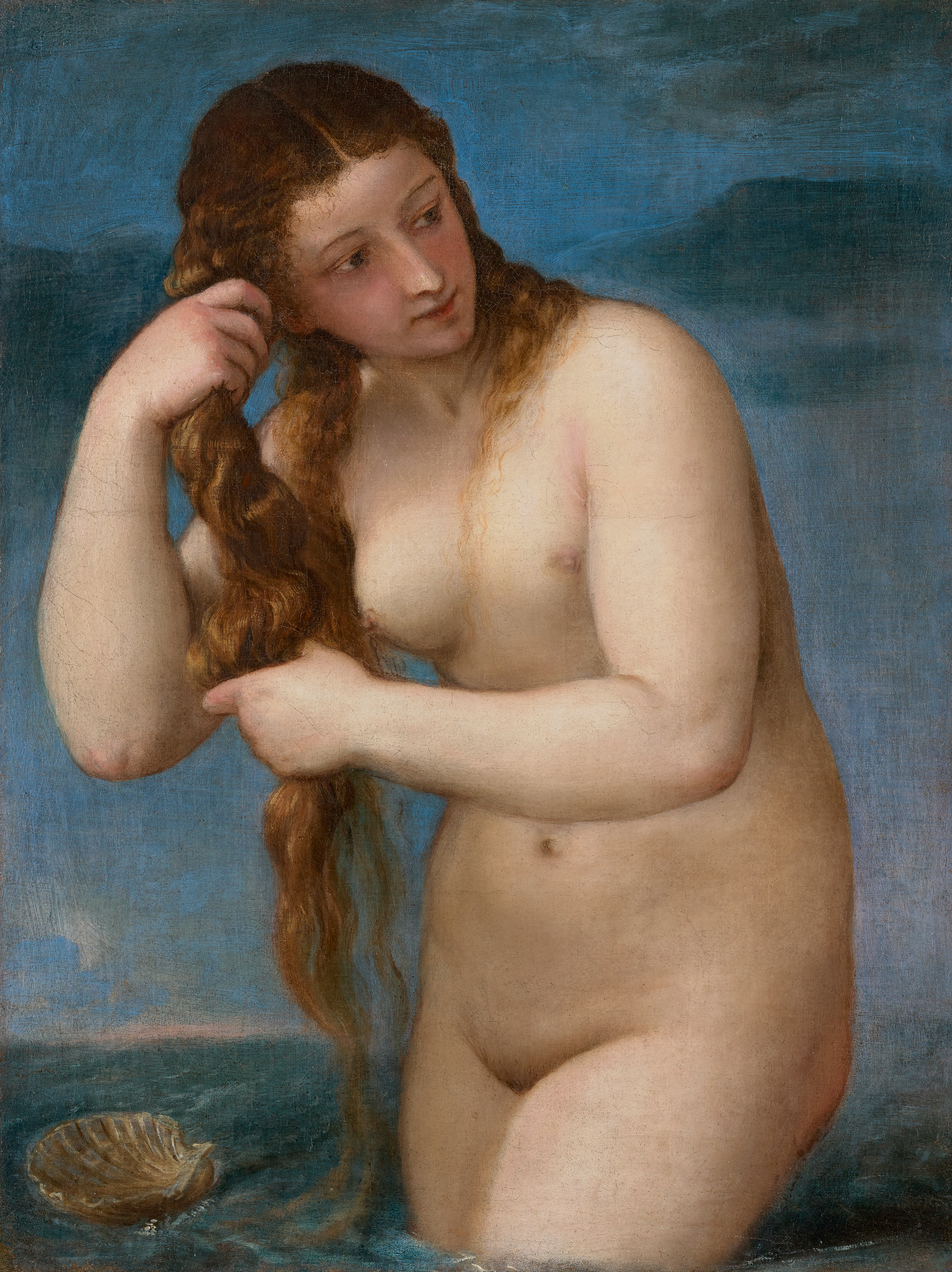
『海から上がるヴィーナス』 1520年頃 スコットランド国立美術館
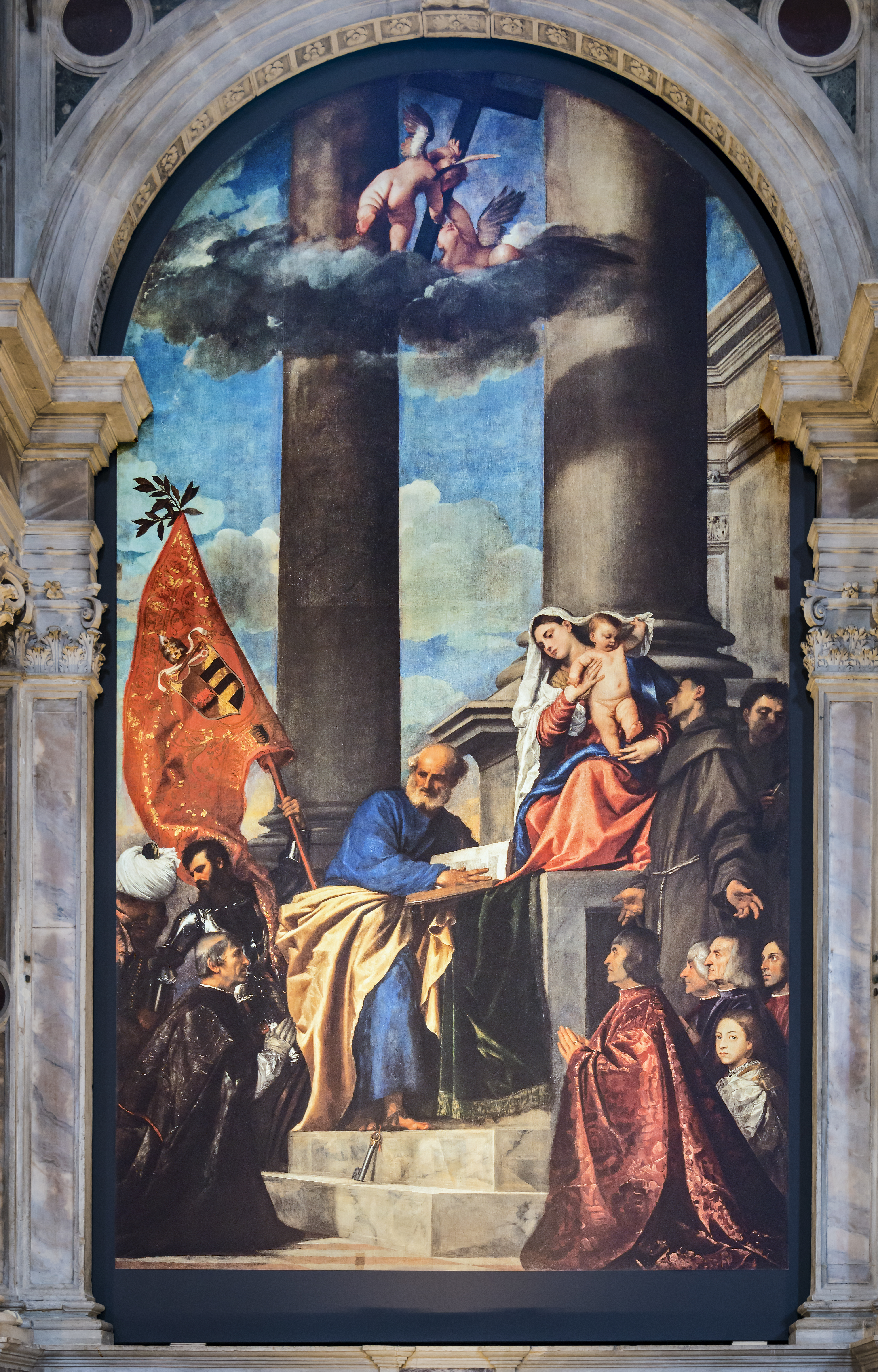
『聖会話とペーザロ家の寄進者たち』 1519年 - 1526年 フラーリ聖堂
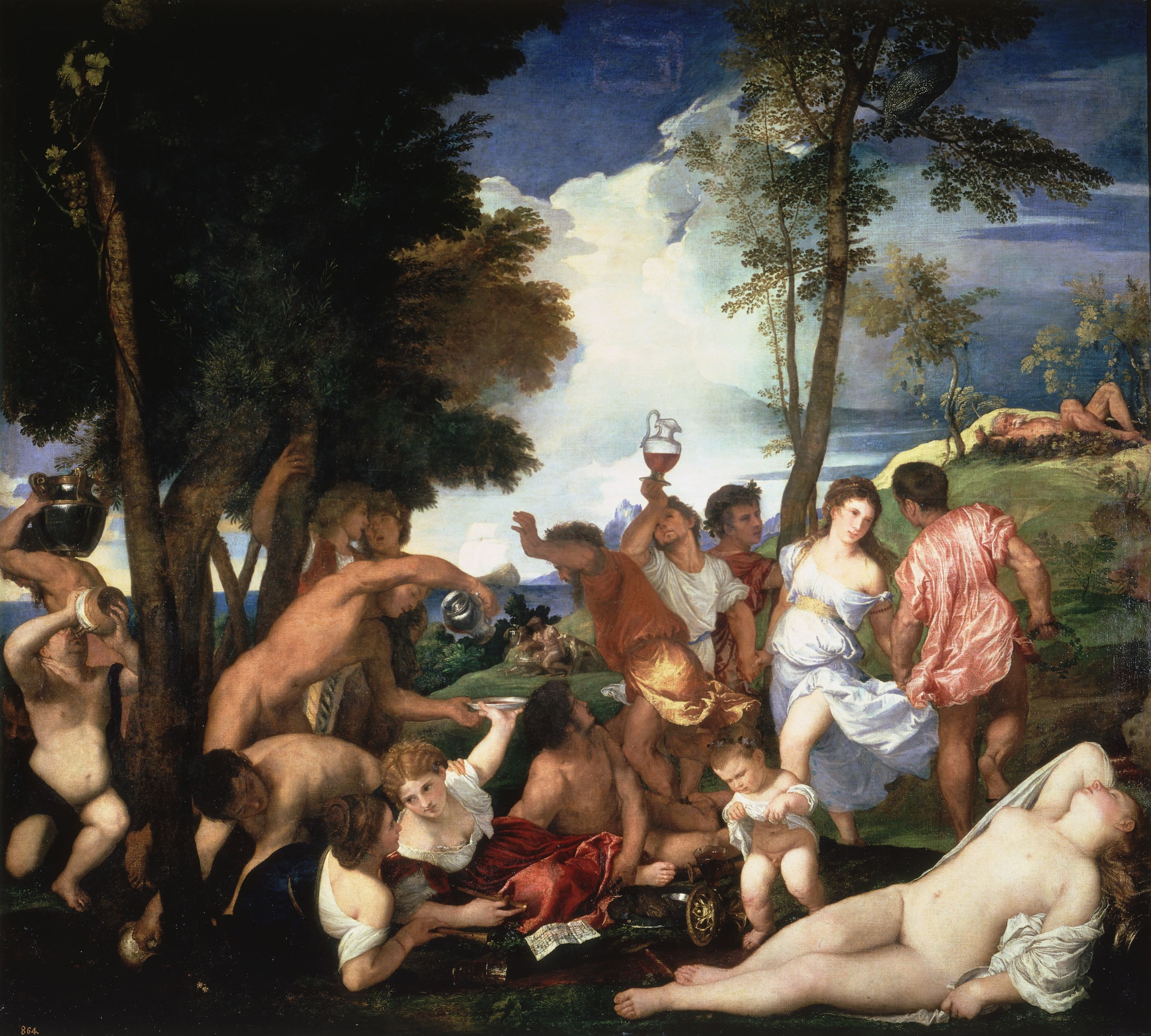
『アンドロス島のバッカス祭』 1523年 - 1526年 プラド美術館
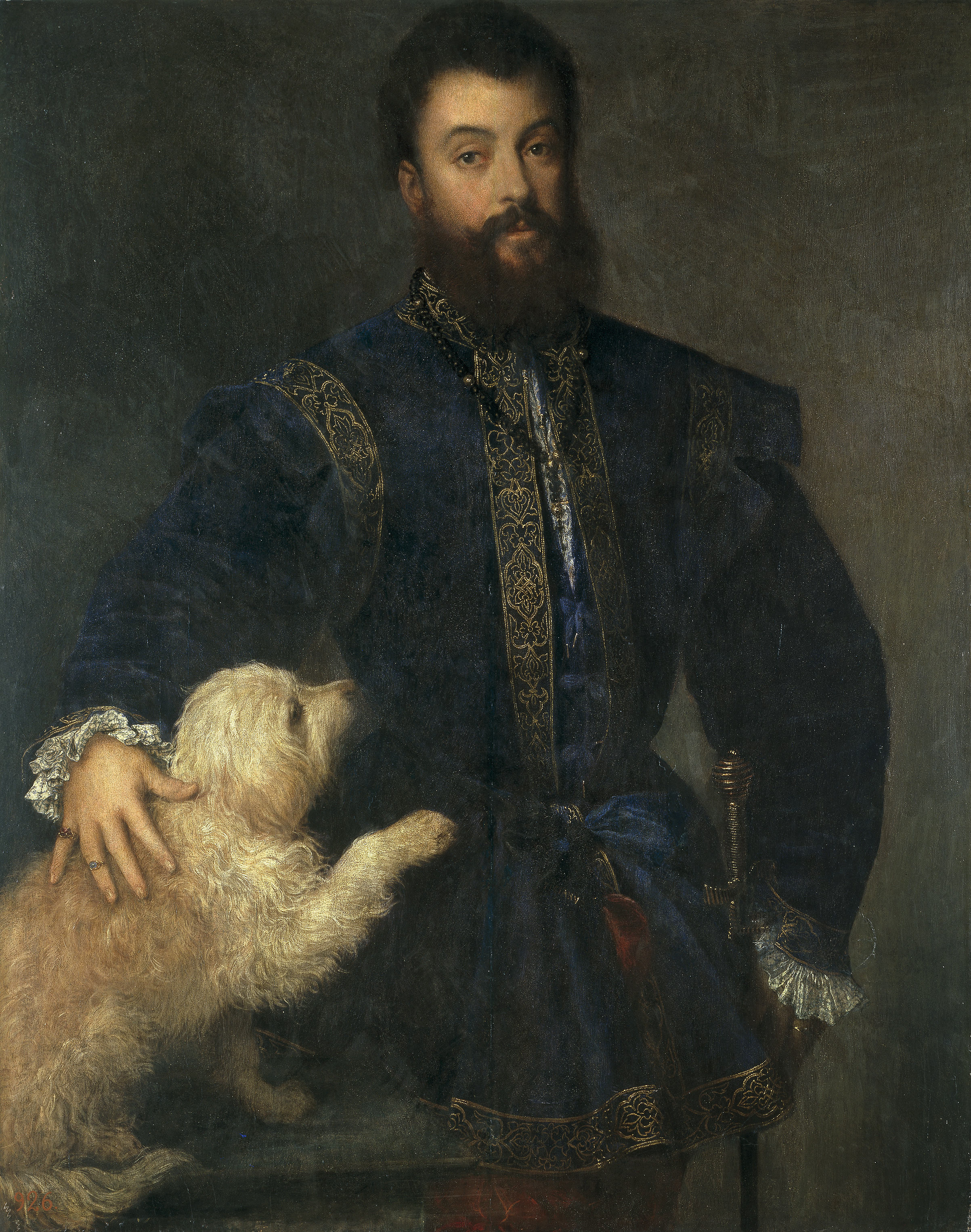
『フェデリコ2世・ゴンザーガの肖像』 1529年頃 プラド美術館
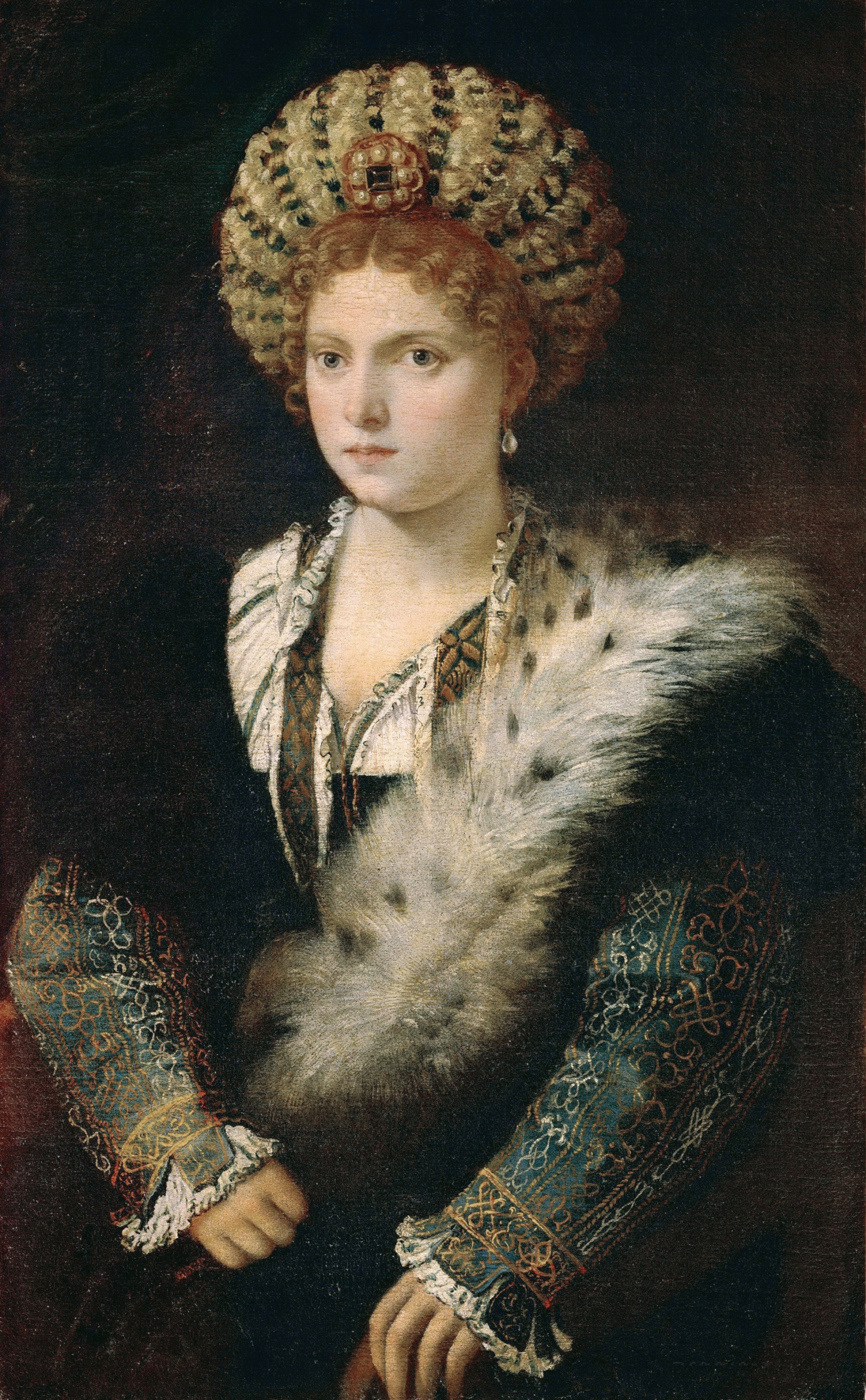
『イザベラ・デステの肖像』 1534年 - 1536年頃 美術史美術館
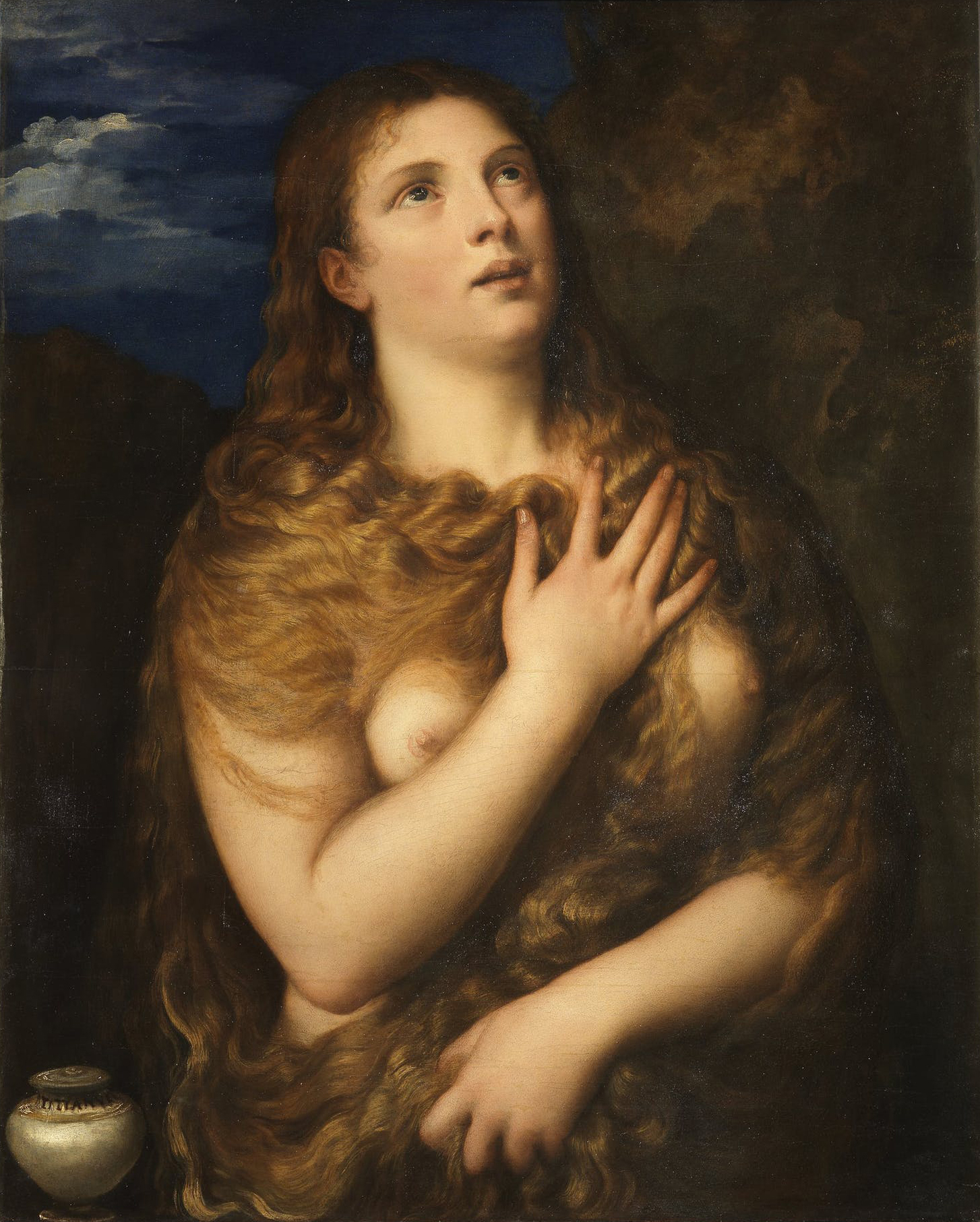
『懺悔するマグダラのマリア』 1533年頃 ピッティ宮殿
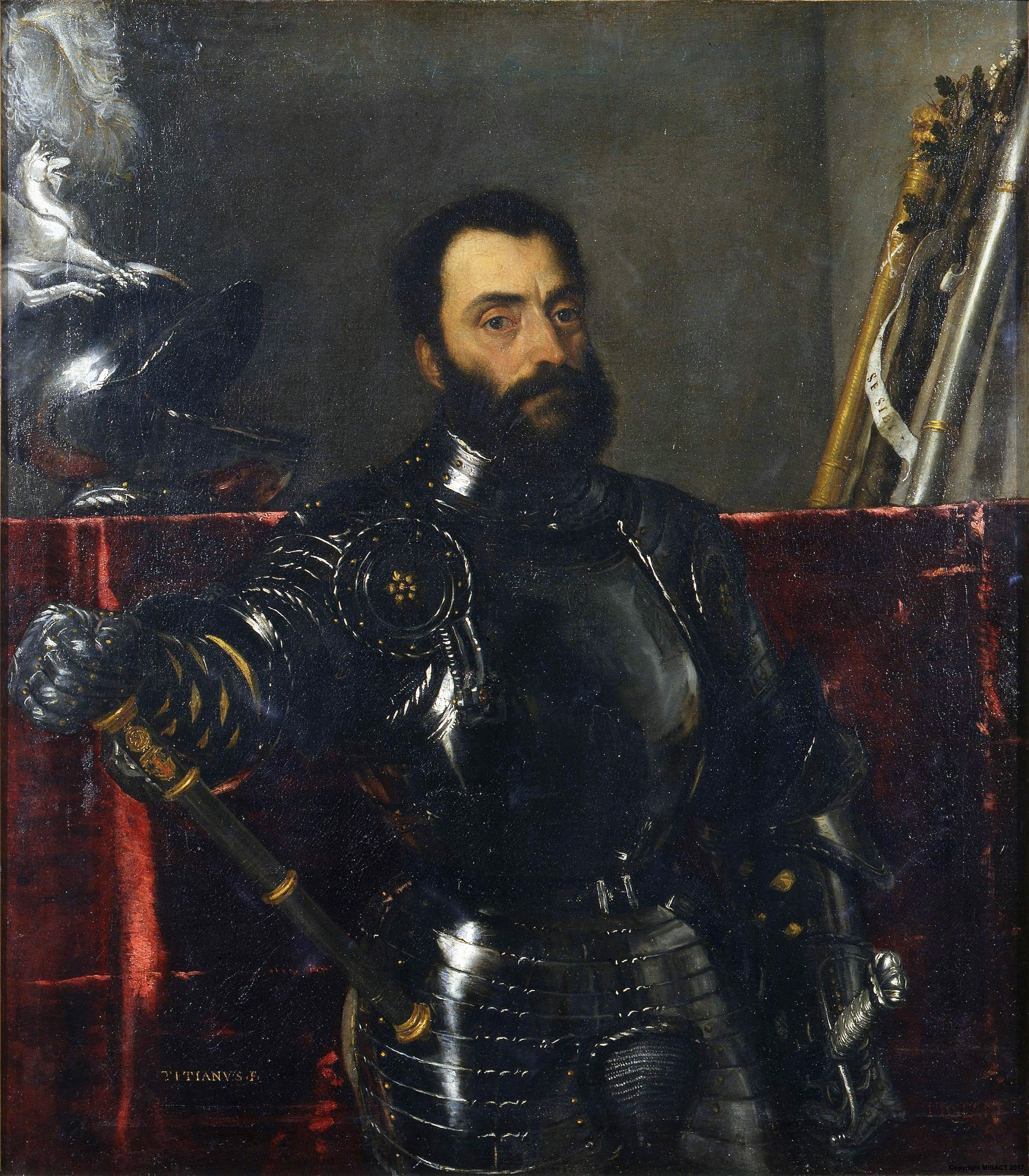
『フランチェスコ・マリーア・デッラ・ローヴェレの肖像』 1536年 - 1538年頃 ウフィツィ美術館
『エレオノーラ・ゴンザーガの肖像』 1536年 - 1538年頃 ウフィツィ美術館
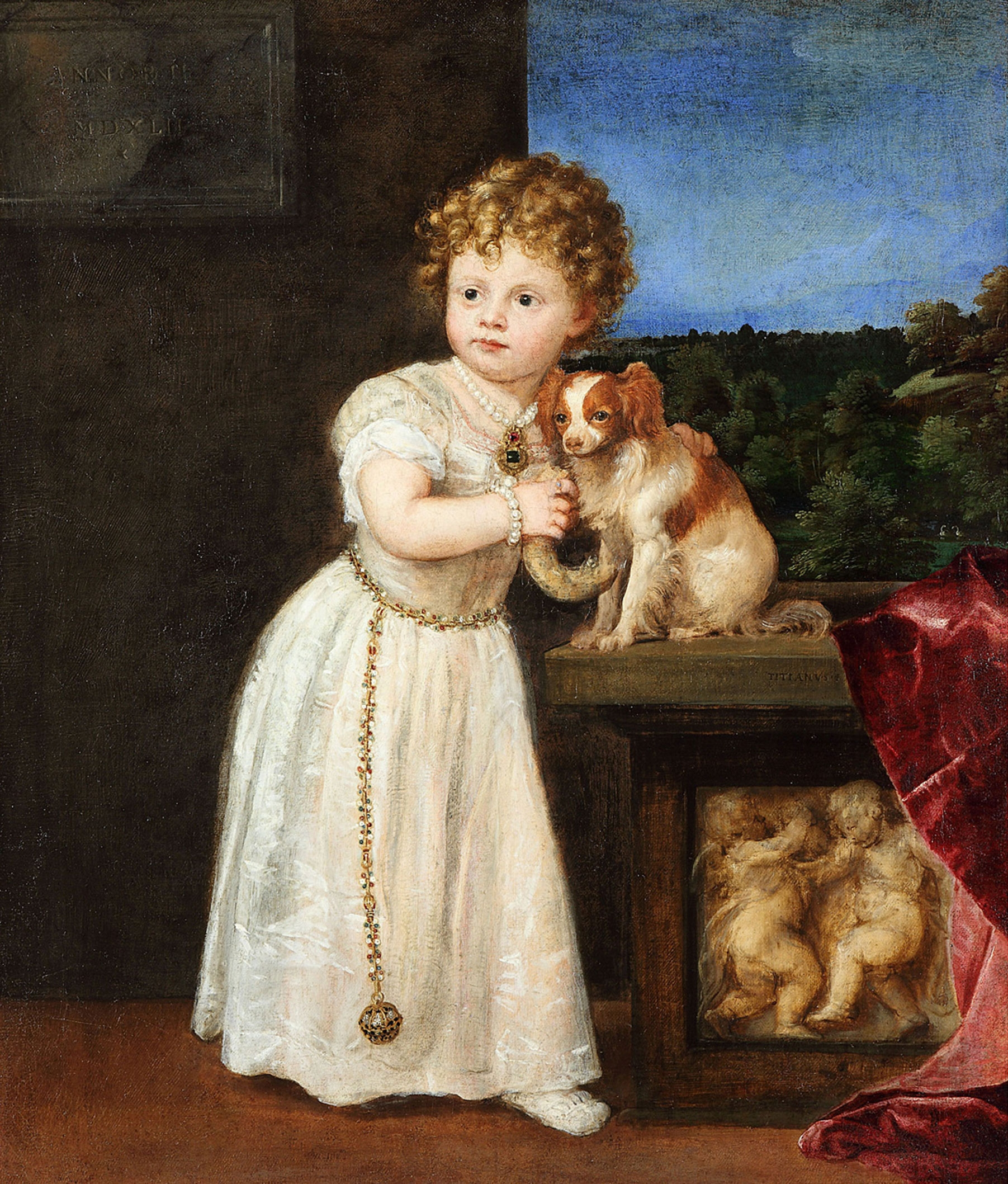
『クラリッサ・ストロッツィの肖像』 1542年頃 ベルリン絵画館
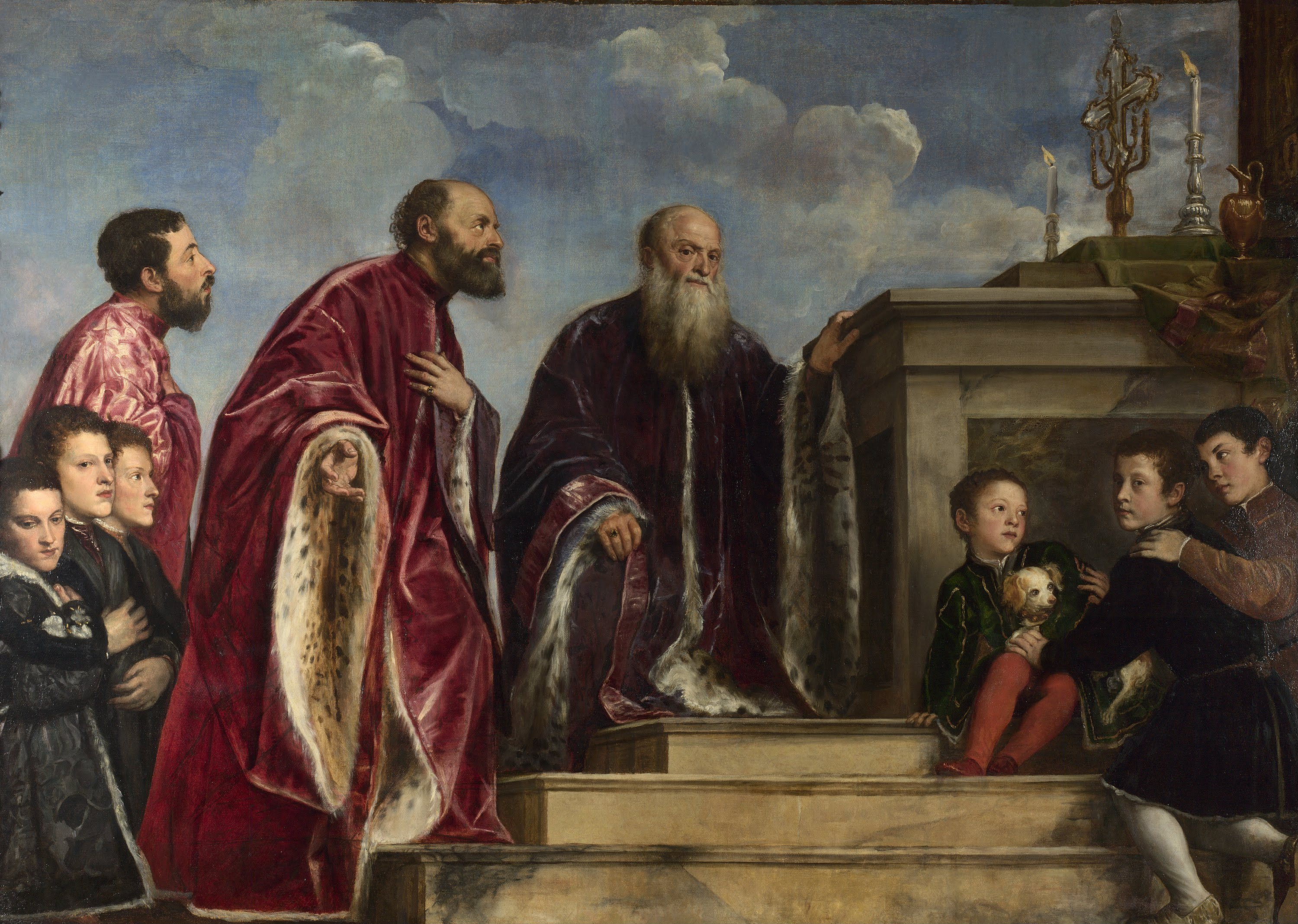
『ヴェンドラミン家の肖像』 1540年-1545年頃 ロンドン・ナショナル・ギャラリー
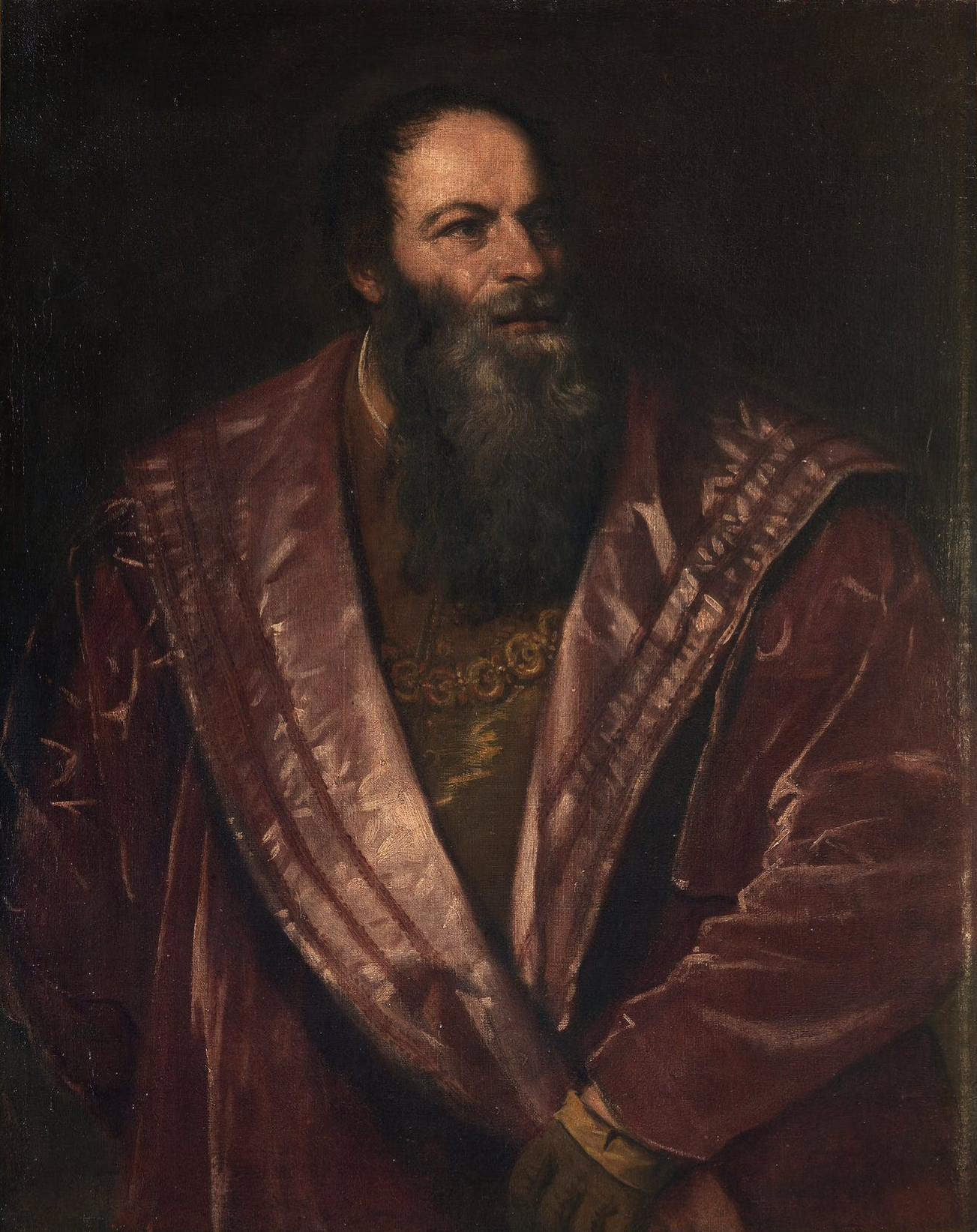
『ピエトロ・アレティーノの肖像』 1545年頃 パラティーナ美術館
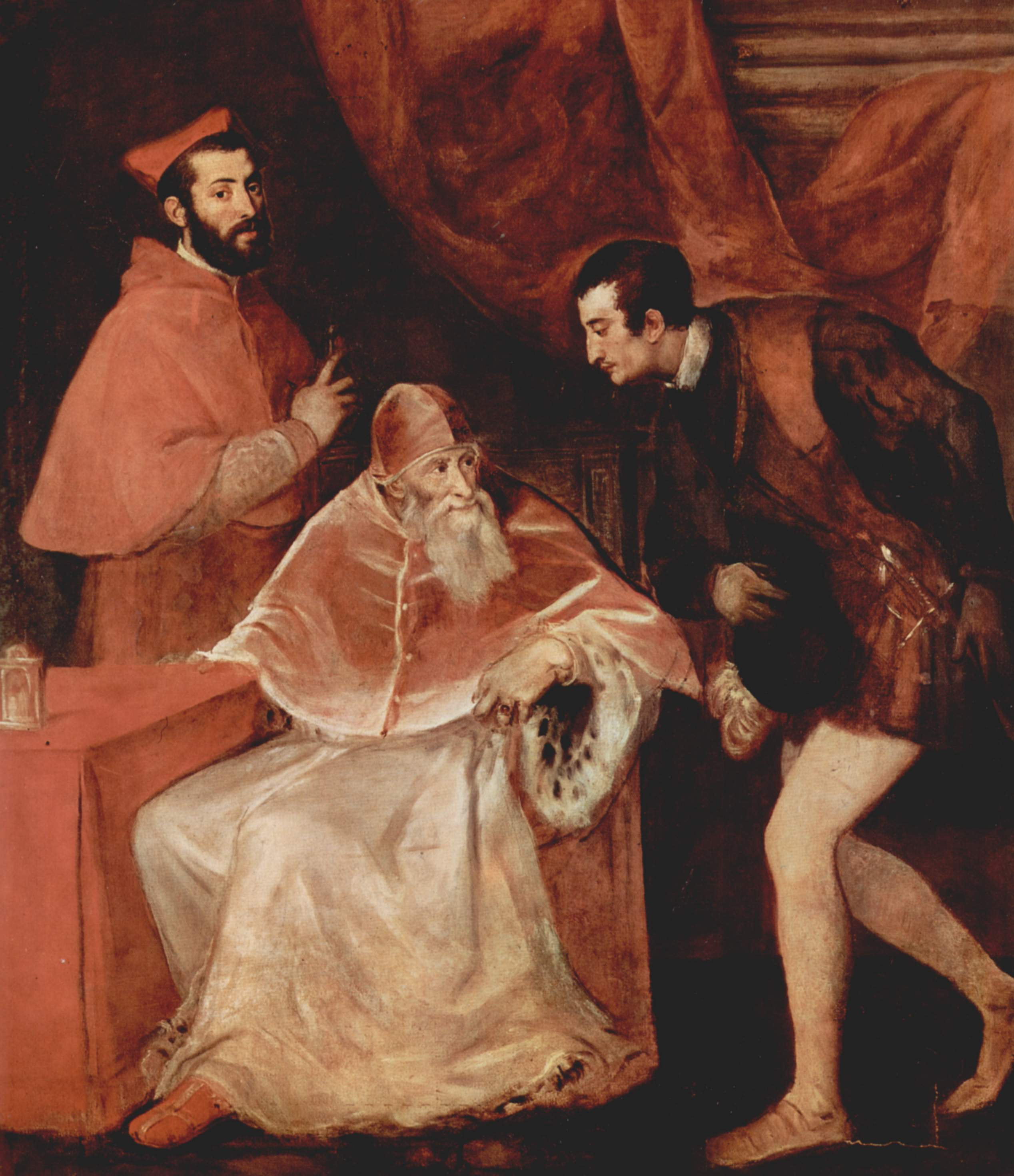
『教皇パウルス3世とその孫たち』 1546年頃 国立カポディモンテ美術館
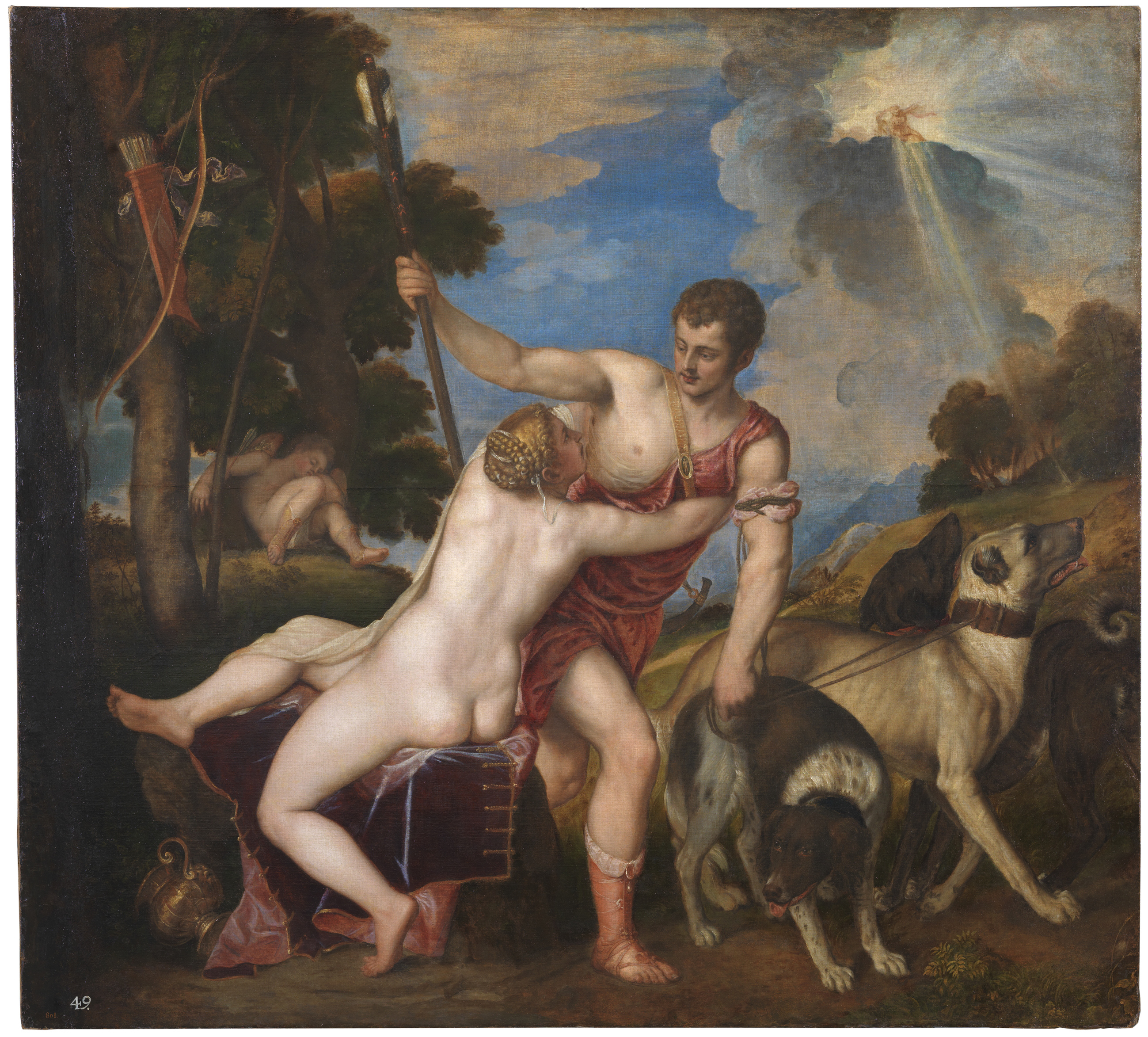
『ヴィーナスとアドニス』 1553年頃 プラド美術館
『鏡を見るヴィーナス』 1555年頃 ワシントン・ナショナル・ギャラリー
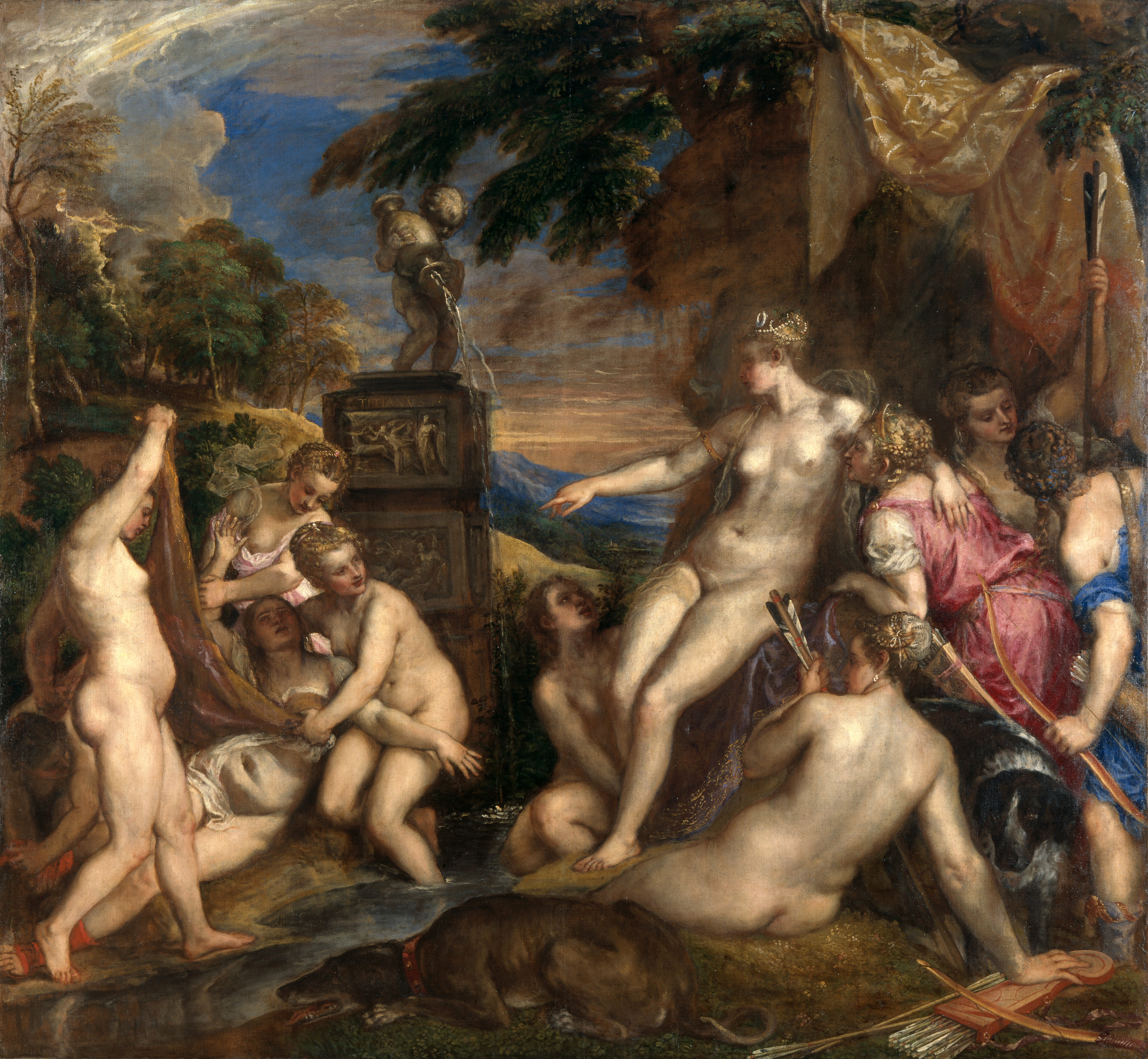
『ディアナとカリスト』 1556年 - 1559年頃 スコットランド国立美術館
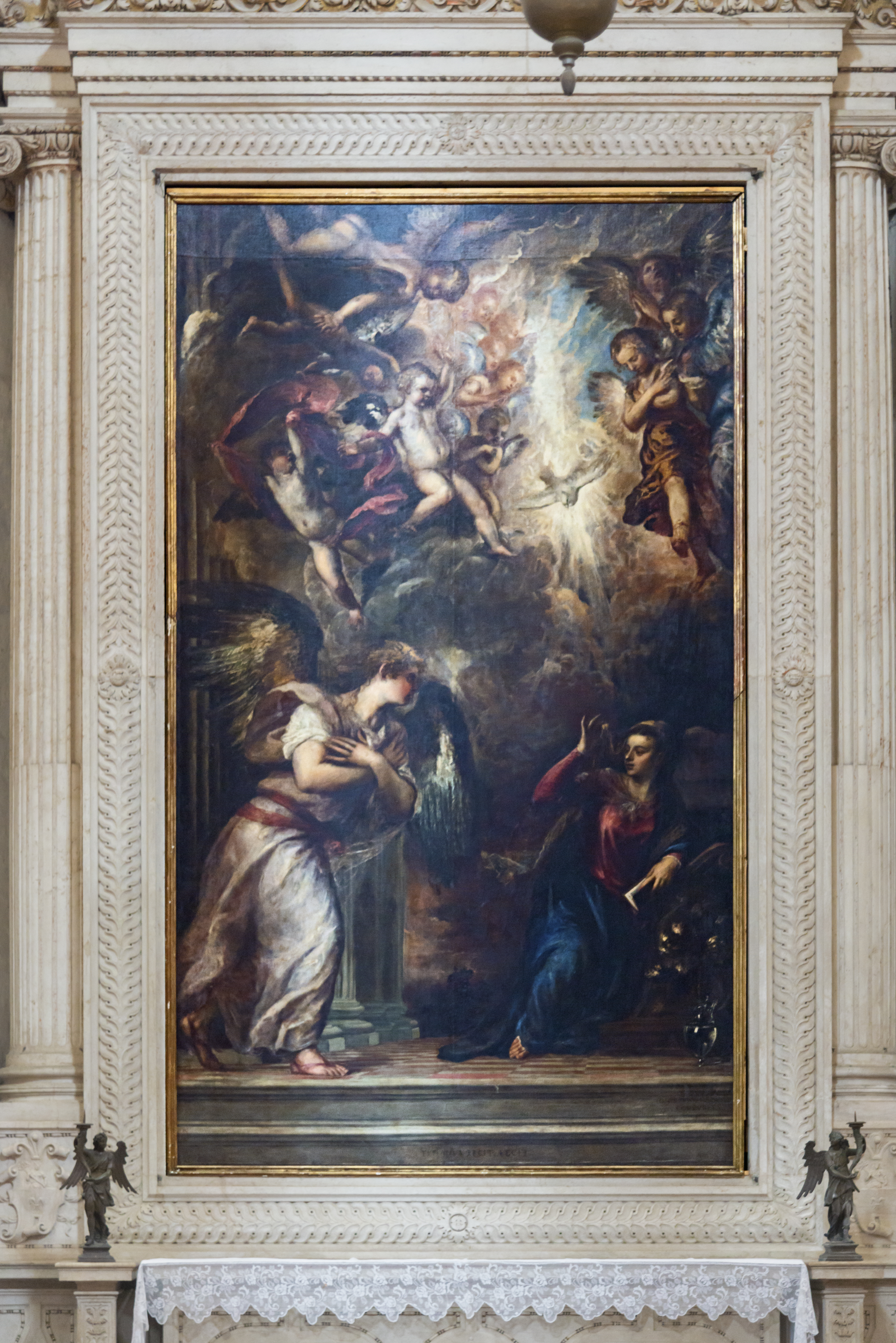
『受胎告知』 1559年 - 1564年頃
サン・サルバドール教会（英語版）
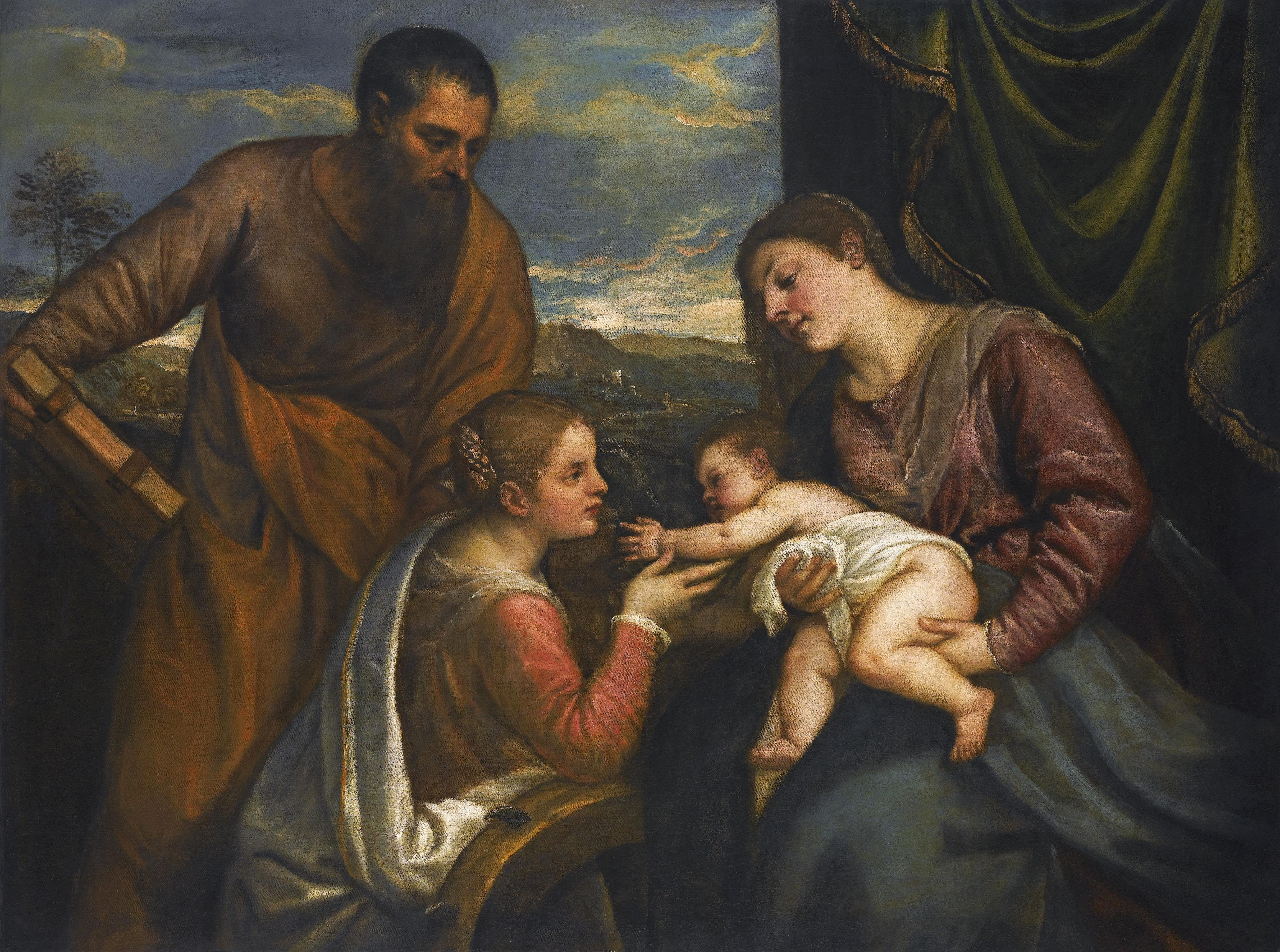
『聖母子と聖ルカ、アレクサンドリアの聖カタリナ』 1560年頃
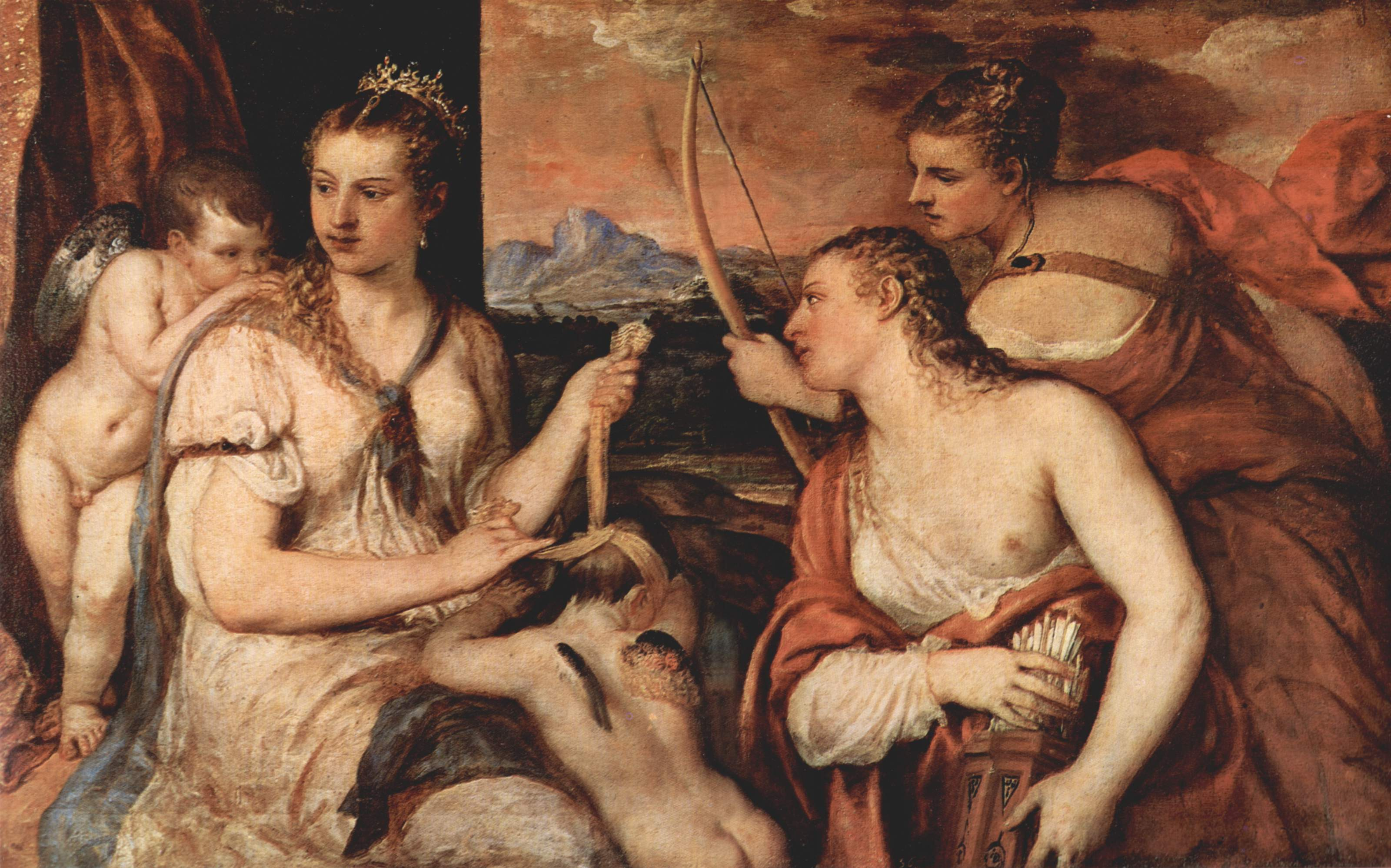
『キューピッドに目隠しをするヴィーナス』 1565年頃 ボルゲーゼ美術館
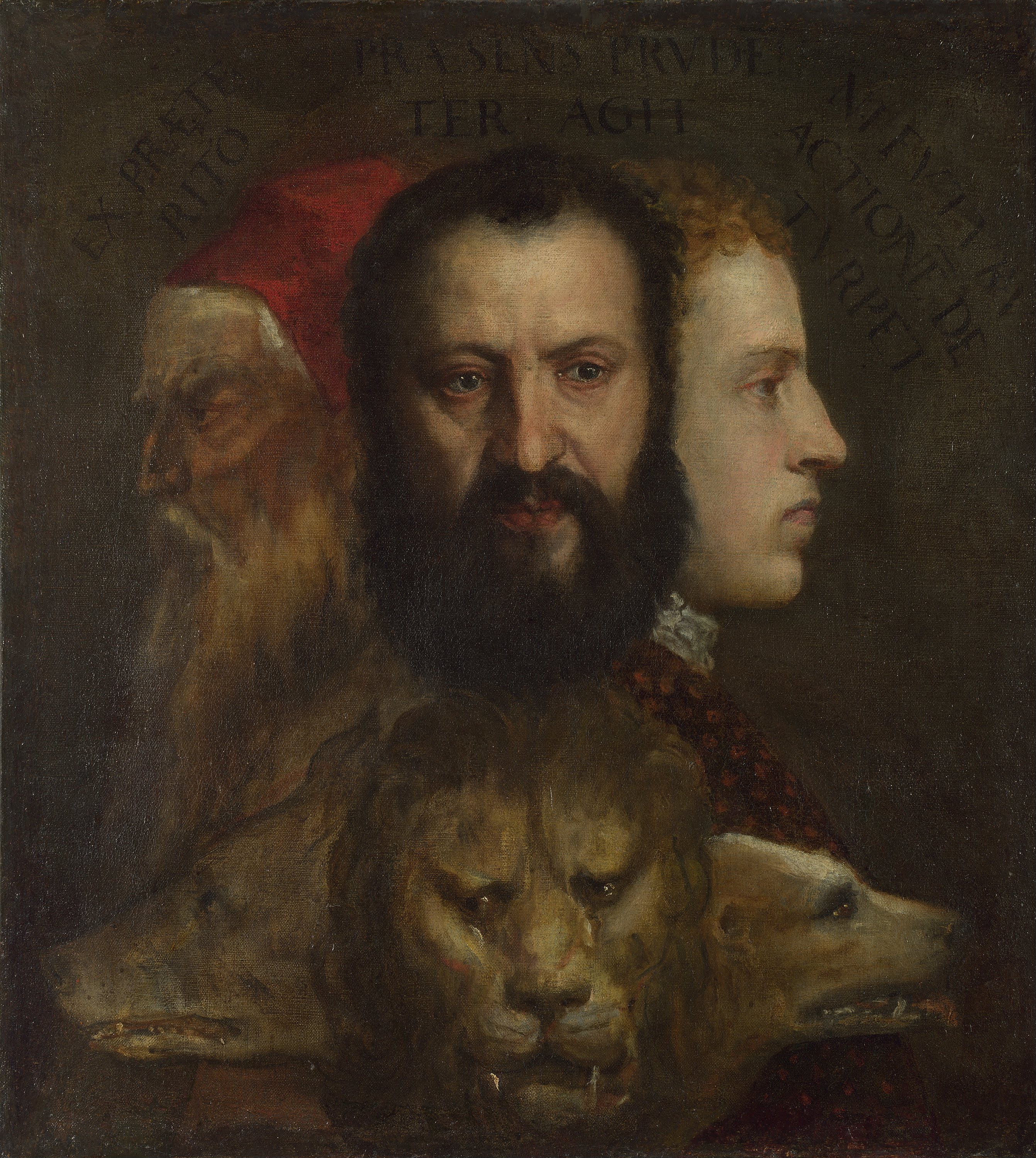
『賢明の寓意』 1565年 - 1570年頃 ロンドン・ナショナル・ギャラリー
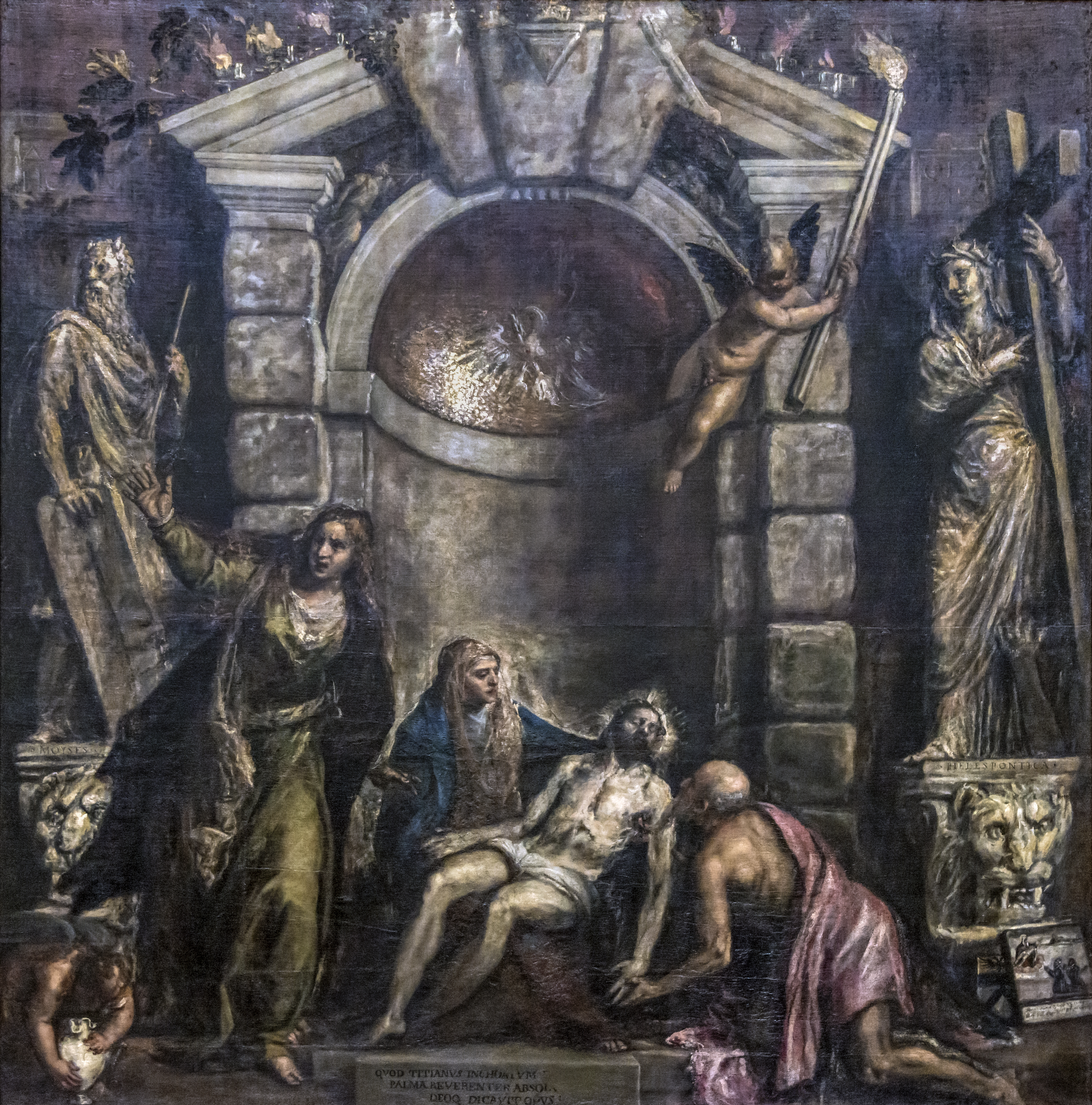
『ピエタ』 1575年 - 1576年 アカデミア美術館 (ヴェネツィア)